# MIM-14 Nike Hercules
Tên lửa phòng không Nike Hercules, ban đầu có ký hiệu SAM-A-25 và sau đó là MIM-14, là một loại tên lửa phòng không (SAM) được sử dụng bởi quân đội Mỹ và NATO cho mục đích phòng không ở tầm trung và độ cao lớn. Nó được trang bị đầu đạn hạt nhân W31, nhưng cũng được trang bị đầu đạn thông thường trong các phiên bản xuất khẩu. Đầu đạn của tên lửa cũng cho phép nó có thể được sử dụng ở vai trò tên lửa đất đối đất, và hệ thống này cũng có thể đánh chặn các tên lửa tầm ngắn.
Hercules ban đầu được phát triển như là phiên bản nâng cấp của tên lửa MIM-3 Nike Ajax cũ hơn, cho phép nó có khả năng mang theo đầu đạn hạt nhân để có khả năng đánh chặn các mục tiêu bay siêu âm ở độ cao lớn. MIM-14 Nike Hercules có kích thước lớn hơn nhiều MIM-3 Nike Ajax với hai tầng đẩy nhiên liệu rắn, giúp tăng tầm đánh chặn lên gấp ba lần so với Ajax. Việc phát triển MIM-14 bắt đầu từ năm 1958, ban đầu dự định trang bị tại các căn cứ mới, nhưng sau đó, nó sử dụng cùng căn cứ với Ajax. Ở thời kỳ đỉnh điểm, nó được triển khai ở 130 căn cứ tính riêng trên đất Mỹ.
Hercules được cho là có thể vận chuyển, nhưng việc di chuyển cả khẩu đội tên lửa là một hoạt động quy mô và cần phải tiến hành xây dựng đáng kể tại khu vực phóng tên lửa. Suốt quãng thời gian hoạt động, các kỹ sư đã dành nhiều nỗ lực để phát triển các cấu kiện điện tử bán dẫn để thay thế cho việc sử dụng các ống chân không trên các tên lửa Ajax có từ những năm đầu 1950s, cùng với nhiều phiên bản phóng từ bệ phóng di động khác nhau. Không có phiên bản nào được hoàn thành, do quân đội Mỹ tỏ ra ủng hộ hệ thống phóng tên lửa MIM-23 Hawk cơ động hơn nhiều. Dự án phát triển khác để chế tạo một hệ thống phòng thủ tên lửa, dựa trên MIM-14 Nike Hercules, về sau đã trở thành thiết kế LIM-49 Nike Zeus. Hercules là loại tên lửa cuối cùng do nhóm thiết kế Nike của phòng thí nghiệm Bell thiết kế, và đi vào trang bị cho quân đội Mỹ. Những thiết kế của nhóm này về tên lửa đánh chặn cho hệ thống phòng thủ Zeus đã không bao giờ được triển khai, và những thiết kế tên lửa phòng không thay thế cho MIM-14 Nike Hercules về sau do những nhóm thiết kế khác đảm nhận.
Hercules vẫn là tên lửa phòng không chủ yếu của Mỹ cho đến khi tên lửa MIM-104 Patriot ra đời vào những năm 1980s. Độ chính xác đánh chặn của Patriot cao hơn Hercules nhiều, dẫn đến việc nó không cần trang bị đầu đạn hạt nhân. Nike Hercules do đó cũng là loại tên lửa phòng không mang đầu đạn hạt nhân cuối cùng của Mỹ. Hệ thống phòng không Hercules cuối cùng triển khai tại châu Âu đã dừng hoạt động vào năm 1988, mà chưa từng được thực chiến.

## Phát triển và triển khai

### Project Nike
Suốt chiến tranh thế giới II, Không quân Mỹ đã sử dụng các pháo phòng không, mà chỉ có tác dụng khi đối đầu với các máy bay cánh quạt, và tỏ ra ít hiệu quả khi chống máy bay phản lực. Giống như người Đức và người Anh trước đó, họ kết luận rằng để phòng thủ không phận sẽ cần tới vũ khí có điều khiển/dẫn đường.
Ngay từ năm 1944, Lục quân Mỹ đã có những nghiên cứu ban đầu về tên lửa phòng không, cùng với tiến hành nghiên cứu các cấu hình tên lửa. Việc phát triển tên lửa phòng không được tách ra theo đó, Không quân Mỹ và Cục pháo binh phát triển tên lửa dựa trên cơ sở thiết kế "phụ thuộc vào lực nâng khí động" và "dựa chủ yếu vào động lượng của tên lửa".(tr39) Nghĩa là, tên lửa sẽ vận hành như một máy bay (phát triển bởi Không quân) hoặc là như một rocket (Pháo binh).
Yêu cầu thiết kế được đề xuất vào năm 1945; phòng thí nghiệm Bell đã giành được gói thầu từ Cục pháo binh để chế tạo tên lửa phòng không tầm ngắn, mang tên Dự án Nike, trong khi nhóm thiết kế của Boeing đã giành hợp đồng chế tạo tên lửa tầm xa còn được gọi là Máy bay phòng không không người lái (GAPA). GAPA được chuyển cho Không quân Mỹ sau khi Không quân Mỹ tách riêng trở thành một lực lượng độc lập vào năm 1947. Năm 1946, Không quân Lục quân Mỹ cũng đồng thời triển khai hai dự án phát triển hệ thống phòng thủ chống tên lửa, Project Thumper (MX-795) và Project Wizard (MX-794) (sản phẩm của Project Wizard sau này là hệ thống tên lửa phòng thủ Boeing CIM-10 Bormac).(tr20)
Năm 1953, Project Nike trở thành dự án phát triển tên lửa phòng không đầu tiên được triển khai thực tế, gọi tắt là Nike. Nike sẽ bắt bám cả mục tiêu và tên lửa đánh chặn bằng các radar riêng biệt, so sánh vị trí trong máy tính và gửi lệnh cho tên lửa đánh chặn để đánh chặn mục tiêu. Để tăng phạm vi đánh chặn, tên lửa sẽ tăng tốc vọt lên phía trên của mục tiêu sau đó sẽ giảm độ cao tấn công mục tiêu như một tàu lượn. Ban đầu Nike được triển khai tại các căn cứ quân sự kể từ năm 1953, nhất là tại các sân bay của Bộ tư lệnh không quân chiến lược, và sau đó được triển khai để bảo vệ các thành phố, các khu công nghiệp quan trọng, và các căn cứ của Mỹ ở hải ngoại. Các nước khác cũng nhanh chóng triển khai các hệ thống phòng thủ tương tự, bao gồm tên lửa phòng không S-75 Dvina (SA-2) của Liên Xô, và English Electric Thunderbird của Anh.

### Ajax và Hercules
Ngay trong khi Nike vẫn còn đang được thử nghiệm, các nhà hoạch định chính sách đã lo ngại về khả năng tên lửa có thể tấn công một đội hình máy bay. Với sự phân giải thấp của radar thời đó, một đội hình gồm nhiều máy bay bay sát nhau, sẽ được hiển thị trên radar chỉ như một tín hiệu lớn duy nhất. Đánh chặn một đội hình tấn công như vậy, Nike sẽ phải bay vào trung tâm của chớp sáng hiển thị trên radar. Trong khi bán kính sát thương của đầu đạn gắn trên Nike lại khá nhỏ, nếu như tên lửa phòng không Nike bay chính xác vào giữa đội hình và phát nổ thì có khả năng lớn là sẽ không tiêu diệt được chiếc máy bay nào.(tr56–57)
Việc cải thiện hiệu suất chống lại mục tiêu bay thành đội hình như vậy yêu cầu việc nâng cấp để radar có độ phân giải lớn hơn, hoặc là tăng đương lượng nổ của đầu đạn. Trong hai phương án, thì phương án tăng đương lượng nổ đầu đạn dường như là giải pháp đơn giản nhất. Giống như bất kỳ vấn đề nào về quân sự nào xảy ra trong những năm 1950, giải pháp là trang bị cho tên lửa một đầu đạn hạt nhân. Tháng 5 năm 1952, Bell được giao nhiệm vụ phát triển tên lửa mang đầu đạn hạt nhân. Và họ đã đề ra hai giải pháp.(tr56–57)
"Nike Ajax", là phiên bản tên lửa Nike đã được thay đổi, với sự sắp xếp lại các thành phần bên trong thân, để có chỗ lắp đầu đạn hạt nhân 15 kt (63 TJ) WX-9, vốn được phát triển để làm đạn pháo. WX-9 ban đầu được thiết kế để bắn từ pháo cỡ nòng 11 in (280 mm), và dễ dàng lắp vừa vào thân của tên lửa Nike.(tr57)
Thiết kế implosion-type hiệu quả hơn đáng kể và sử dụng ít nhiên liệu nổ nhất để đạt được sức nổ yêu cầu. Thiết kế Implosion thường cần có dạng hình cầu, và do vậy ít phù hợp để trang bị cho tên lửa Nike. Bell cũng đưa ra một phiên bản khác, với sự thay đổi thiết kế nhiều hơn, mang tên "Nike Hercules" với thân trên của tên lửa được mở rộng để mang theo một đầu đạn XW-7 có đương lượng nổllênn tới 40 kt (170 TJ).(tr57) Mặc dù có đương lượng nổ lớn hơn nhưng đầu đạn WX-7 chỉ nặng hơn một chút so với WX-9, vào khoảng 950 lb (430 kg) ở các phiên bản XW-7 thông thường, so với XW-9 nặng 850 lb (390 kg).
Cũng trong thời gian này, dấy lên mối lo ngại rằng máy bay bay với tốc độ cao sẽ có thể phóng tên lửa mang đầu đạn hạt nhân từ phạm vi xa hơn phạm vi đánh chặn của Nike. Theo như Không quân Mỹ, các máy bay ném bom có khả năng tấn công từ khoảng cách 50 dặm (80 km) trong khi Nike chỉ có thể đánh chặn từ khoảng cách khoảng 25 dặm (40 km). Khoảng cách chênh lệch này thậm chí sẽ còn lớn hơn vì sự ra đời của tên lửa tầm xa, giúp cho máy bay tấn công có thể thoát khỏi hỏa lực đánh chặn. Một tên lửa Nike lớn hơn, sẽ giúp tăng tầm bắn, không chỉ khắc chế chiến thuật này, mà còn sẽ giúp tăng diện tích vùng trời mà một căn cứ phòng thủ bảo vệ, làm giảm giá thành khi triển khai hệ thống ở một phạm vi lớn.
Do thiết kế của tên lửa Hercules lớn hơn, tầm đánh chặn xa hơn, nên nó đã được Lục quân Mỹ lựa chọn. Bell bắt đầu nghiên cứu thiết kế mới của cấu hình này cùng với các công ty cùng tham gia nghiên cứu, bao gồm Western Electric và công ty Doughlas Aircraft. Thay vì sử dụng đầu đạn W-7 cơ bản, nhóm thiết kế đã sử dụng đầu đạn W31 có sử dụng nhiên liệu nhiệt hạch làm tác nhân tăng cường, có đương lượng nổ 20 kt (84 TJ). Việc này đã khiến tiết kiệm nhiên liệu phân hạch do đó hạ thấp giá thành. Đầu đạn này được phát triển bởi phòng thí nghiệm Sandia, Albuquerque và Los Alamos, nó được ưu tiên phát triển cấp 1A vào tháng 3 năm 1953.(tr57)

### Nhiên liệu rắn

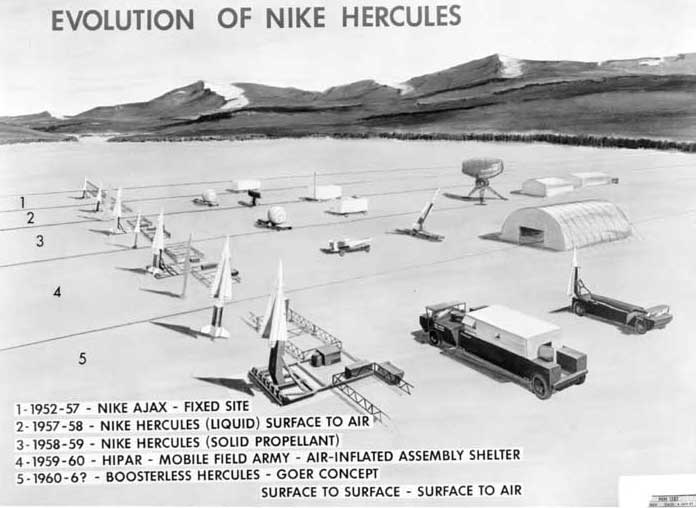
Ảnh này đã thể hiện rõ các giai đoạn phát triển của tên lửa Nike Hercules cùng với các hệ thống phóng. Chú ý đến sự gia tăng kích thước của thân tên lửa khi tên lửa bắt đầu chuyển sang sử dụng nhiên liệu rắn.

Ngay sau khi việc thiết kế được bắt đầu, Lục quân Mỹ yêu cầu thay thế động cơ nhiên liệu lỏng bằng động cơ nhiên liệu rắn, vì nhiều lý do. Lý do chính là, nhiên liệu dùng trên tên lửa Ajax là hypergolic, sẽ bốc cháy ngay khi chúng tiếp xúc nhau. Do đặc tính tự nhiên của những nhiên liệu này, những lưu ý đặc biệt đã được đưa ra mỗi khi vận chuyển tên lửa, hoặc khi bảo trì. Những công việc này được diễn ra trong một khu vực có độ bảo vệ cao, tách biệt để tránh gây cháy nổ lan sang các khu vực khác khi tiếp liệu cho tên lửa. Sự phức tạp này đã làm tăng thêm chi phí và thời gian để duy trì tên lửa.
Một tên lửa nhiên liệu rắn sẽ có khả năng lưu trữ trong hàng năm, và nói chung khó bị cháy nổ nếu như không chịu tác động của lửa trong thời gian dài. Điều này đồng nghĩa với chúng có thể bảo trì và lưu trữ dễ dàng hơn tên lửa nhiên liệu lỏng. Tuy nhiên, động cơ nhiên liệu rắn có xung lực riêng thấp hơn, cộng với yêu cầu về tầm bắn xa hơn, dẫn đến việc thân tên lửa sẽ phải lớn hơn rất nhiều để trữ đủ lượng nhiên liệu cần thiết. Hercules, vẫn còn được gọi là Nike B tại thời điểm này, đã trở thành một thiết kế có kích thước lớn hơn rất nhiều. Điều này lại dẫn đến việc sẽ cần một tầng khởi tốc lớn hơn nhiều để có thể nâng tên lửa khỏi mặt đất, nhưng điều này đã được giải quyết thông minh bằng cách sử dụng đồng thời bốn tầng đẩy khởi tốc sẵn có của tên lửa Ajax, tạo nên cái gọi là khối XM-42, với chỉ một thay đổi đối với động cơ M5 nguyên bản-chúng được thêm những lỗ mới để bắt vít chúng lại với nhau-tạo ra động cơ M5E.
Trong suốt thời gian này, đã có một vài nỗ lực để trang bị cho tên lửa Ajax một tầng khởi tốc có thể phá hủy. Tầng khởi tốc của tên lửa Ajax được gắn trên một ống thép, dẫn đến sự lo ngại về vấn đề mất an toàn về khoảng cách. Công ty Martin đã giới thiệu thiết kế tầng khởi tốc T48E1 và E2 cho Ajax, với vỏ làm bằng sợi thủy tinh có thể phá hủy bằng một lượng thuốc nổ nhỏ, nhưng điều này cũng làm tăng khối lượng tên lửa và tầng đẩy mới không cung cấp đủ lực đẩy cho Ajax để đạt tốc độ yêu cầu. Redston Arsenal sau đó đã giới thiệu thiết kế T48E3 to hơn và dài hơn để đạt được hiệu suất có thể chấp nhận được, cùng với việc chỉ phải mất chi phí trong cải tạo lại tất cả các ray bệ phóng tên lửa. Lục quân Mỹ sau đó đã quyết định không triển khai bất cứ thay đổi nào trên Ajax vì tên lửa Hercules đang chuẩn bị được đưa vào trang bị. Các thử nghiệm tương tự đối với tầng khởi tốc của Hercules đã dẫn đến sự ra đời của tầng khởi tốc XM-61, nhưng khi cụm động cơ khởi tốc XM-42 tỏ ra ít tốn kém hơn so với dự kiến, XM-61 đã bị bỏ dở.
Trong quá trình nâng cấp, tên lửa nguyên bản được gọi là Nike I. Ngày 15/11/1956, tên lửa mới đã được định danh là Nike Hercules, còn tên lửa Nike I được đổi tên thành Nike Ajax.
Thiết kế mới đã giúp tên lửa đạt tầm bắn 75 dặm (65 nmi; 121 km) và độ cao đánh chặn 20.000 đến 100.000 foot (6.100 đến 30.500 m). Khi tên lửa được phóng đi từ mặt đất, có một vùng không thể tiến hành đánh chặn xung quanh bệ phóng tên lửa gọi là dead zone. Vùng này có bán kính xấp xỉ 10.000 thước Anh (30.000 ft; 9.100 m) và độ cao là 20.000 foot (6.100 m) 20,000 ft. Vùng không thể đánh chặn được xác định bởi góc phóng tên lửa và bán kính lượn vòng nhỏ nhất của tên lửa.

### Những tranh cãi xung quanh vấn đề phát triển tên lửa Bomarc / Hercules
Trong suốt giai đoạn đầu phát triển tên lửa Nike, và cả sau đó-Không quân Mỹ vừa mới tách ra khỏi Lục quân đã được ủng hộ phát triển các hệ thống tên lửa. Họ coi việc phát triển tên lửa phòng không cho Không quân là một phần mở rộng của vai trò "phòng thủ điểm" hiện có của Lục quân và là phương án dự phòng bổ trợ cho các máy bay đánh chặn có người lái của mình. Ban đầu người ta lo ngại tên lửa phòng không của Lục quân sẽ có thể bắn nhầm máy bay của Không quân, nhưng việc này đã được phòng ngừa nhờ sự phối hợp giữa hai lực lượng, cụ thể là Bộ tư lệnh phòng không Không quân (Aerospace Defense Command-ADC)và Bộ tư lệnh phòng không Lục quân (Army Air Defense Command-ARAACOM).(tr57–58) Tuy nhiên, khi Lục quân lần đầu công bố thông tin về tên lửa phòng không MIM-3 Nike Ajax với báo chí, Không quân đã ngay lập tức cũng tiết lộ thông tin về tên lửa CIM-10 Bomarc cho Tuần báo hàng không và công nghệ không gian Aviation Week & Space Technology, và tiếp tục dèm pha tên lửa Nike trên báo chí suốt vài năm sau.
Mọi thứ thay đổi đột ngột với sự phát triển của Hercules. Vào đầu những năm 1950, Không quân Hoa Kỳ vẫn đang vật lộn với các hệ thống vũ khí phòng thủ tầm xa, điển hình là dự án phát triển GAPA với kết quả là tên lửa phòng không BOMARC. BOMARC là một loại tên lửa đắt đỏ, khó duy trì trạng thái sẵn sàng chiến đấu, và hiệu năng của nó vẫn là dấu hỏi lớn, do đó nó không được đưa vào vận hành.
Trong một sự kiện nổi tiếng, giới chức Không quân được phỏng vấn trong tiêu đề bài báo trên tờ New York Times "Không quân kêu gọi không sử dụng tên lửa Nike để bảo vệ quốc gia". Câu trả lời không đến từ Lục quân, mà là từ Bộ trưởng quốc phòng Charles Erwin Wilson, viết trên tờ Newsweek rằng "một sự thật rõ ràng là: MIM-14 Nike là loại tên lửa phòng không duy nhất mà nước Mỹ có."(tr60–61) Nguyên do vì thời điểm Hercules bắt đầu được triển khai vào năm 1958, BOMARC vẫn chưa đi vào hoạt động.(tr61)
Đây chỉ là một phần nhỏ trong những tranh cãi lớn hơn, nhằm vào tên lửa đạn đạo tầm trung PGM-19 Jupiter của Lục quân Mỹ, theo đó, Không quân Hoa Kỳ muốn là lực lượng duy nhất được quyền phát triển và trang bị tên lửa ICBM. Wilson đã cố gắng giải quyết những cạnh tranh trong phát triển tên lửa giữa hai lực lượng bằng cách giới hạn tầm bắn của các hệ thống tên lửa Lục quân. Trong biên bản ghi nhớ ngày 26/11/1956 ông đã giới hạn tầm bắn của các hệ thống tên lửa do Lục quân Mỹ phát triển và trang bị xuống dưới 200 dặm (320 km), đối với các tên lửa phòng không bị giới hạn tầm bắn xuống dưới 100 dặm (160 km). Điều này đã khiến Lục quân Hoa Kỳ buộc phải chuyển quyền vận hành hệ thống tên lửa đạn đạo tầm trung Jupiter cho Không quân Mỹ, và cũng bị hạn chế trong dự án phát triển hệ thống phòng thủ tên lửa đạn đạo ABM.(tr20-30,37)
Tuy nhiên cuộc tranh cãi về tên lửa MIM-14 Hercules và CIM-10 BOMARC cùng với các hệ thống phòng thủ tên lửa vẫn chưa kết thúc. Đại tá Lục quân Mỹ John Nickerson Jr đã công khai chỉ trích Bộ trưởng Wilson, đồng thời tiết lộ thông tin chi tiết về thiết kế tên lửa mới nhất của Lục quân, tên lửa Pershing. Kết quả là Nickerson bị đưa ra tòa án binh, và phiên tòa này được so sánh với phiên tòa xét xử Billy Mitchell-người được coi là cha đẻ của Không quân Mỹ, vào những năm 1920s.
Tuy nhiên, việc phát triển tên lửa phòng không Hercules vẫn được tiếp tục, và sớm sẵn sàng được đưa vào triển khai. Trong một tiêu đề bài báo trên tờ Chicago Sun-Times năm 1958, nhiều sĩ quan Không quân đã phàn nàn rằng tên lửa Hercules không thật sự hiệu quả. Chicago dự kiến sẽ sớm được bảo vệ bằng phiên bản tên lửa Hercules nâng cấp. Các bài báo tương tự bắt đầu xuất hiện trên các tờ báo trên khắp đất nước, luôn luôn ngay trước khi tên lửa Hercules được triển khai phòng thủ tại thành phố đó. Điều này đã khiến chỉ huy ARAACOM Charles E. Hart phải thỉnh cầu Bộ trưởng Quốc phòng ra lệnh cho Lực lượng Không quân ngừng chiến dịch tuyên truyền nhằm vào Hercules. Sau đó, Lục quân Mỹ cũng khởi động chiến dịch tuyên truyền của mình dưới tên gọi "Project Truth".(tr61–62)
Cuối cùng, vào tháng 11, Bộ trưởng quốc phòng mới nhậm chức, Neil H. McElroy đã tuyên bố chấp nhận phát triển song song cả hai hệ thống tên lửa. Cả Lục quân và Không quân Hoa Kỳ, và các nghị sĩ ủng hộ đều nhận thấy rằng việc chia sẻ nguồn vốn đầu tư từ chính phủ sẽ đồng nghĩa với việc không có một bên nào nhận được đủ tiền để hoàn thiện hệ thống và đưa vào trang bị. Năm 1959, cả Thượng viện và Hạ viện Mỹ đã tranh luận về các hệ thống phòng thủ, với Thượng viện ủng hộ việc hủy bỏ vốn đầu tư cho tên lửa Hercules, trong khi Hạ viện đứng ở phía ngược lại. Hạ viện cuối cùng đã ủng hộ Bộ trưởng Quốc phòng như đã nêu trong Kế hoạch Phòng không Tổng thể, giữ lại Hercules trong khi giảm nguồn tài trợ cho chương trình BOMARC và SAGE.(tr62)
Trong khi đó, Không quân Mỹ chuẩn bị đưa tên lửa phòng không BOMARC vào vận hành, ngày 1 tháng 9 năm 1959, Không quân Mỹ tuyên bố Sư đoàn phòng không số 46 trang bị tên lửa BOMARC đã được triển khai tại căn cứ không quân McGuire. Sau này sự thật mới được biết là chỉ có một trong số sáu mươi tên lửa tại căn cứ trên thực sự hoạt động vào thời điểm đó. Các kỹ sư tiếp tục đưa tên lửa thứ hai vào triển khai tại căn cứ McGuire, trong khi Không quân trước đó đã thành lập căn cứ tên lửa phòng không tại Suffolk County vào ngày 1 tháng 1 năm 1960, với chỉ có bốn tên lửa đi vào hoạt động tại Suffolk. Trong khi đó, Quốc hội tiếp tục công kích thiết kế tên lửa BOMARC, nhất là khi tên lửa BOMARC B gặp thất bại trong thử nghiệm. Đến tháng hai, Tham mưu trưởng Không quân Thomas D. White đã có một yêu cầu gây sốc là cắt giảm triển khai BOMARC xuống chỉ còn triển khai tại tám căn cứ trên lãnh thổ Hoa Kỳ và hai tại Canada, về cơ bản đây là dấu chấm hết cho chương trình BOMARC.(tr63)
Sau khi cuộc tranh luận, cạnh tranh giữa hay tên lửa Hercules và BOMARC kết thúc, tướng nghỉ hưu của Lục quân Mỹ Thomas R. Phillips đã viết trên tờ St. Louis Post-Dispatch rằng BOMARC và SAGE là "một chương trình gây lãng phí quỹ đầu tư nhất trong lịch sử của Bộ quốc phòng."(tr63)

### Triển khai
MIM-14 Nike Hercules được thiết kế để có thể dùng chung các căn cứ tên lửa Ajax. Tuy nhiên, do nó có khả năng bảo vệ vùng trời rộng lớn hơn, nên không cần phải triển khai nhiều căn cứ. Việc triển khai bắt đầu vào năm 1958, với việc thiết lập các căn cứ tên lửa mới, và tại cả các căn cứ tên lửa Ajax cũ đã được chuyển đổi sang cho Nike Hercules. Khẩu đội tên lửa phòng không MIM-3 Nike Ajax cuối cùng được rút ra khỏi trang bị Lục quân Hoa Kỳ vào tháng 12 năm 1961.
Tên lửa Nike Hercules phiên bản mang đầu đạn hạt nhân đã được triển khai tại Mỹ, Hy Lạp, Italy, Hàn Quốc, Thổ Nhĩ Kỳ, và với Bỉ, Hà Lan và quân đội Mỹ đóng tại Tây Đức.(tr287) Tên lửa Nike Hercules phiên bản mang đầu đạn thông thường cũng được triển khai tại Mỹ, Tây Ban Nha, Đức, Đan Mạch, Nhật Bản, Na Uy và Đài Loan. Tên lửa bắt đầu được triển khai tại châu Âu kể từ năm 1959.

### Tên lửa Nike Hercules phiên bản nâng cấp

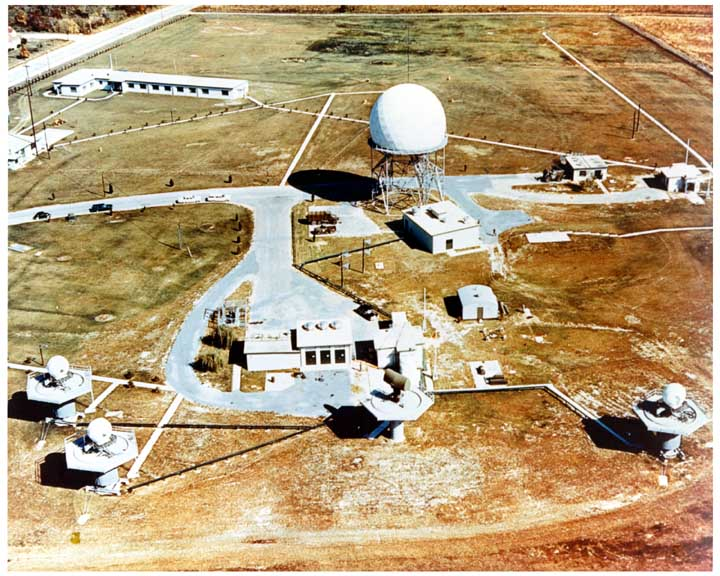
Khu vực trung tâm điều khiển-IFC của tên lửa Nike Hercules nâng cấp có trang bị năm radar đặt trên bệ cao để cải thiện khả năng quan sát. Từ trái sang phải là radar TTR và TRR, HIPAR (mái vòm trắng lớn) LOPAR (hình chữ nhật nhỏ màu tối ở giữa hậu cảnh) và radar MTR.

Trước khi tên lửa Hercules được đi vào triển khai, các nghiên cứu để nâng cấp hệ thống đã được tiến hành. Một báo cáo đề ngày 23 tháng 10 năm 1954 viết "Đồng thời với việc tiến hành các chương trình NIKE I và NIKE B, các nghiên cứu và phát triển phải được tiến hành để đảm bảo rằng tên lửa NIKE sẽ được hiện đại hóa đến mức tối đa trong giới hạn của công nghệ và quỹ đầu tư hiện tại thay vì đầu tư vào phát triển một hệ thống mới... ". Ba mục tiêu cải tiến chính gồm cải thiện khả năng tấn công đội hình máy bay mà không cần sử dụng đầu đạn hạt nhân, khả năng đánh chặn mục tiêu tầm thấp, và khả năng chống lại các cuộc tấn công cấp tập.
Đầu năm 1956, Bell bắt đầu nghiên cứu phiên bản nâng cấp Nike Hercules-Improved Nike Hercules (INH) cân nhắc tới nhiệm vụ đánh chặn mục tiêu tấn công đường không tương lai trong giai đoạn 1960-65. Các mục tiêu này bao gồm máy bay với tốc độ lên tới Mach 3, các mục tiêu với khoảng tiết diện phản xạ radar rộng, và các biện pháp đối phó điện tử mới mạnh mẽ hơn. Khả năng đánh chặn tên lửa đạn đạo tầm trung-xa và ICBM cũng được xét tới, đây chính là mục tiêu đánh chặn chính của hệ thống phòng thủ Nike Zeus, chỉ còn các loại vũ khí tầm ngắn là mục tiêu đường không mà Hercules cần giải quyết. Để giải quyết toàn bộ các vấn đề này, Bell đã đề xuất một loạt các thay đổi:
1. Cải tiến đối với radar TTR/MTR băng tần X để tăng phạm vi.
2. Bổ sung "Radar thu năng lượng cao" (HIPAR) băng tần dài để phát hiện các mục tiêu nhỏ, tốc độ cao.
3. Bổ sung Radar định vị mục tiêu băng tần rộng Ku (TRR) để xác định mục tiêu trong môi trường bị gây nhiễu điện tử nặng.
4. Bổ sung một thiết bị dò tìm chủ động trên tên lửa để cải thiện hiệu suất chống lại các mục tiêu ở độ cao thấp.

Việc bổ sung radar TRR đã giúp giải quyết các vấn đề với các radar xung thời gian đầu. Có thể dễ dàng gây nhiễu một radar thông thường bằng cách phát ra các xung tín hiệu vô tuyến bổ sung trên cùng một tần số. Trừ khi máy phát đã mã hóa một số dạng thông tin bổ sung trong tín hiệu, máy thu sẽ không thể xác định xung nào nó đã gửi đi và xung nào là từ thiết bị gây nhiễu. Lưu ý rằng điều này không ảnh hưởng đến việc xác định hướng của mục tiêu, tương tự cho cả xung gốc và xung gây nhiễu. Tuy nhiên, nó làm cho việc xác định phạm vi trở nên khó khăn hoặc không thể. TRR giải quyết vấn đề này bằng cách cung cấp một hệ thống xác định cự ly riêng rẽ trên một tần số khác. Bằng cách tạo ra tín hiệu có dải tần số rộng, thiết bị gây nhiễu cũng phải phát sóng trên một băng thông tương tự, hạn chế năng lượng gây nhiễu ở bất kỳ tần số nào và cho phép người vận hành điều chỉnh máy thu để tìm ra tần số không bị nhiễu. Kết hợp thông tin về cự ly từ radar TRR và thông tin về hướng từ radar TTR sẽ cho thông tin đầy đủ về mục tiêu.
Các nâng cấp được tiến hành mà không phải thay đổi nhiều trên các hệ thống đã triển khai. Radar TTR / MTR có thể được thay thế bất cứ lúc nào, HIPAR sử dụng màn hình riêng của nó và do đó không cần thay đổi thiết bị phóng tên lửa, radar TRR được chuyển đổi thành TTR và chỉ cần cập nhật bộ đọc dữ liệu cự ly và đầu dò tìm mới có thể được lắp đặt dễ dàng. Radar phát hiện mục tiêu trên Ajax nguyên bản có tên LOPAR, và nó vẫn được sử dụng như radar chỉ thị mục tiêu chính trên xe điều khiển tên lửa. HIPAR sẽ phát hiện mục tiêu độc lập và chuyển dữ liệu cho LOPAR và TTR vì thế những hệ thống này không bị thay đổi, và có thể sử dụng cho cả Hercules và Ajax.
Những sửa đổi này đã được giới thiệu vào ngày 24 tháng 8 năm 1956, và được chấp nhận bởi cả CONARC và ARADCOM. Đầu dò chủ động đã được giảm giá thành xuống thấp hơn. Các kỹ sư đã hoàn thiện hệ thống vào năm 1958 và sau đó đi vào sản xuất ở quy mô nhỏ vào tháng 5 năm 1959. HIPAR được thử nghiệm tại White Sands khoảng từ 14/4/1960 đến 13/4/1961, bắt đầu bằng hau cuộc phóng tên lửa Ajax bay qua gần mục tiêu máy bay không người lái ở khoảng cách 14 yards và 18 yards và thêm 17 lần phóng tên lửa Hercules thành công. Trong số các mục tiêu thử nghiệm có máy bay không người lái siêu âm Lockheed AQM-60 có tốc độ tối đa lên đến Mach 4,3, và tên lửa MGM5-Corporal. Tên lửa cũng được đánh giá trong môi trường gây nhiễu nặng, hai thử nghiệm làm tên lửa đất đối đất, và hai thử nghiệm Hercules đánh chặn Hercules bay theo quỹ đạo bán-đạn đạo.
Việc triển khai nâng cấp tên lửa Hercules bắt đầu vào 10/1/1961 tại căn cứ BA-30 thuộc khu vực phòng thủ Washington-Baltimore, và tiếp diễn cho đến tháng 9/1967. HIPAR là một hệ thống radar lớn, và thường được đặt trong một mái vòm trên một bệ cao làm bằng bê tông. Nhằm mục đích giúp có phạm vi trường nhìn tương đương nhau, radar bắt bám cũng được đặt trên một bệ bê tông, nhưng bé hơn nhiều.
Phiên bản tên lửa Hercule được Mỹ bán cho Nhật Bản (Nike J) được trang bị hệ thống dẫn đường quán tính nâng cấp, với các đèn điện tử chân không cũ được thay thế bằng linh kiện điện tử bán dẫn.

### Nâng cấp khả năng chống tên lửa

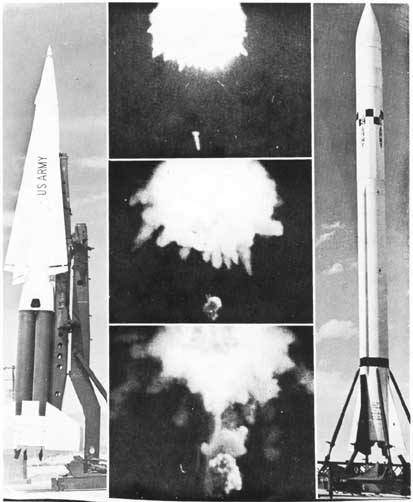
Tên lửa Nike Hercules đánh chặn một tên lửa đất đối đất Corporal trong cuộc thử nghiệm tại White Sands, ngày 3 tháng 6 năm 1960.

Mặc dù Hercules đã chứng tỏ khả năng trong việc đánh chặn tên lửa tầm ngắn, khả năng đánh chặn này là không thực sự quan trọng. Trong khi tên lửa Hercules còn đang được phát triển, Không quân Mỹ tiến hành dự án Wizard, tiền thân của tên lửa CIM-10 BOMARC trong khi Lục quân bắt đầu nghiên cứu phát triển tên lửa SAM-A-19 Plato nhằm phát triển hệ thống chống tên lửa chuyên biệt. Tuy nhiên đến năm 1959, Plato vẫn là một dự án nằm trên giấy trong khi việc triển khai tên lửa tầm ngắn của khối Warsaw đã trở thành một mối đe dọa hiển hiện. Plato đã bị hủy bỏ vào tháng 2 năm 1959, được thay thế về ngắn hạn bởi hệ thống tên lửa Hercules nâng cấp, và về dài hạn, là chương trình FABMDS. FABMDS có khả năng đối đầu với mối đe dọa từ các tên lửa hoặc đạn rocket ở bất kỳ tầm bắn nào, cũng như khả năng đánh chặn máy bay, khả năng tấn công bốn mục tiêu cùng lúc, và tương đối cơ động.
Hệ thống tên lửa Hercules được so sánh với các tên lửa chiến chuật tầm ngắn như Little John, Honest John và Lacrosse cho đến tên lửa tầm trung như Corporal, Sergeant và Lance, và cuối cùng là tên lửa có tầm bắn xa 200 mi (320 km) Redstone. Trong số những đối tượng đe dọa này, Redstone được xét đến là nằm trong khả năng của Hercules, có khả năng để bảo vệ khỏi tên lửa tương tự như Redstone ở một phạm vi hạn chế. Việc tăng khả năng đánh chặn tên lửa tầm xa hơn sẽ đòi hỏi phải nâng cấp thêm, khiến cho việc triển khai có thể chậm hơn việc triển khai FABMDS.
Thay đổi chính trên tên lửa "Hercules EFS/ATBM cải tiến" là một phiên bản sửa đổi của radar HIPAR. Ăng-ten đã được sửa đổi để mang giúp radar có khả năng nhìn ở góc cao hơn, trong khi bảng điều khiển khẩu đội tên lửa được nâng cấp với việc trang bị màn hình hiển thị kép, hiển thị chế độ quét tầm ngắn và tầm xa, và nâng cấp đường truyền dữ liệu cho xe tên lửa. Ngoài ra, radar còn được bổ sung hệ thống "Lựa chọn tần số điện tử""Electronic Frequency Selection" (EFS)-cho phép người vận hành nhanh chóng thay đổi tần số làm việc ở tốc độ 20 micro giây, trong khi ở những hệ thống cũ hơn phải chuyển đổi tần số thủ công mất khoảng 30 giây.
Hệ thống đánh chặn EFS được đưa đến bãi thử nghiệm White Sands cuối năm 1962 và bắt đầu thử nghiệm kể từ tháng 4 năm 1963. Trong thử nghiệm, hệ thống đã đánh chặn thành công các tên lửa và rocket tầm ngắn, và thực hiện bắt bám thành công tên lửa Redstone vào ngày 23 tháng 9 và 5 tháng 10, nhưng không thể tiêu diệt được tên lửa Redstone do những vấn đề không liên quan. Thử nghiệm vào ngày 16/10/1963 đánh chặn tên lửa Pershing có hiệu suất lớn hơn nhiều, và trong khi radar HIPAR có thể phát hiện mục tiêu, hệ thống bắt bám vẫn không thể bắt bám mục tiêu thành công.
Việc triển khai đầu tiên của hệ thống EFS/ATBM HIPAR được tiến hành từ tháng 2 đến 20/4/1963, tuy nhiên trong khoảng thời gian này, Lục quân Mỹ quyết định không triển khai hệ thống này tại Mỹ mà triển khai hệ thống này tại các nước đồng minh, và các đơn vị quân đội Mỹ tại Alaska, diễn ra từ tháng 11 năm 1963 đến hè năm 1965.

### Phiên bản tên lửa Hercules phóng từ xe phóng di động

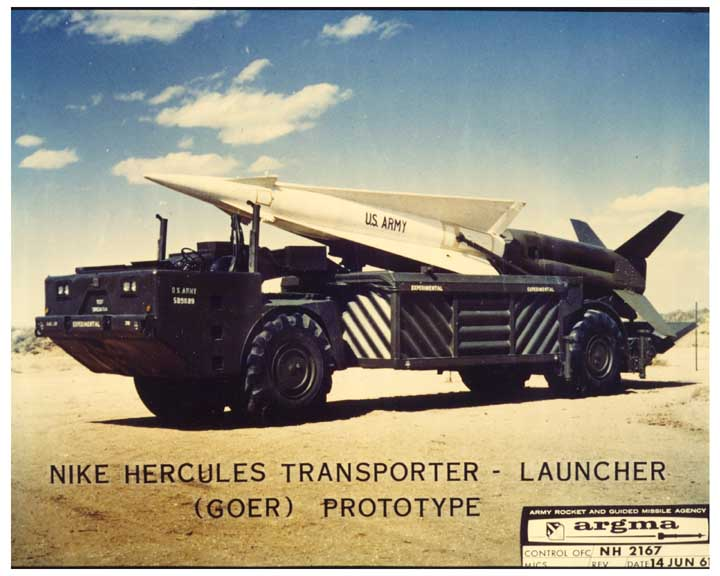
Việc cơ động tên lửa được thực hiện nhờ xe phóng cơ động sửa đổi từ xe thiết giáp GOER.

Vì Hercules được phát triển dựa trên tên lửa phòng không cố định Ajax, nên những yêu cầu ban đầu không bao gồm khả năng cơ động. Tuy nhiên, cả tên lửa Ajax và Hercules tại châu Âu đều phải có khả năng cơ động cùng với các đơn vị quân đội Mỹ. Điều này dẫn đến sử dụng sơ mi rơ moóc cho hệ thống điều khiển bắn, giúp cho hệ thống có thể di chuyển dễ dàng và tái triển khai tại địa điểm khác theo yêu cầu. LOPAR có kích thước khá nhỏ, còn radar TTR/MTR luôn được kéo theo bởi sơ mi rơ moóc, nên các radar này cũng có tính cơ động cao. Tuy nhiên việc di chuyển bệ phóng tên lửa, đặc biệt là radar HIPAR có kích thước lớn, lại là một thách thức lớn.
Bắt đầu từ tháng 4 năm 1960, một phiên bản bệ phóng tự hành có khả năng cơ động mang tên "Cross-Country Hercules" ra đời, dựa trên mẫu xe thiết giáp M520 Goer được sửa đổi, một loại xe kéo hạng nặng từng được sử dụng trong chiến tranh Việt Nam. Hệ thống xe mang tên lửa này đã được thử nghiệm thành công tại White Sands vào ngày 1 tháng 10 năm 1961. Mặc dù vậy, nó không được đưa vào triển khai.
Những nỗ lực để lắp radar HIPAR trên cùng một xe kéo như "Cross-Country Hercules" từ tháng 3 đến tháng 12 năm 1962 gần như không thành công, và vào ngày 18 tháng 12 năm 1962, khái niệm xe chở tên lửa này đã bị loại bỏ để chuyển sang giải pháp sử dụng xe tải M52 thông thường và xe kéo cải tiến. Bốn xe rơ moóc dùng để kéo radar HIPAR, một xe chở ăng ten, và một xe chở máy phát điện. General Electric đã đưa ra một nguyên mẫu xe radar cơ động AN/MPQ-43 Mobile HIPAR vào ngày 11 tháng 2 năm 1964. AN/MPQ-43 Mobile HIPAR trở thành một thành phần của Hercules Standard A vào tháng 8 năm 1966 và bắt đầu triển khai hoạt động ở châu Âu vào ngày 12 tháng 4 năm 1967.

### Loại biên

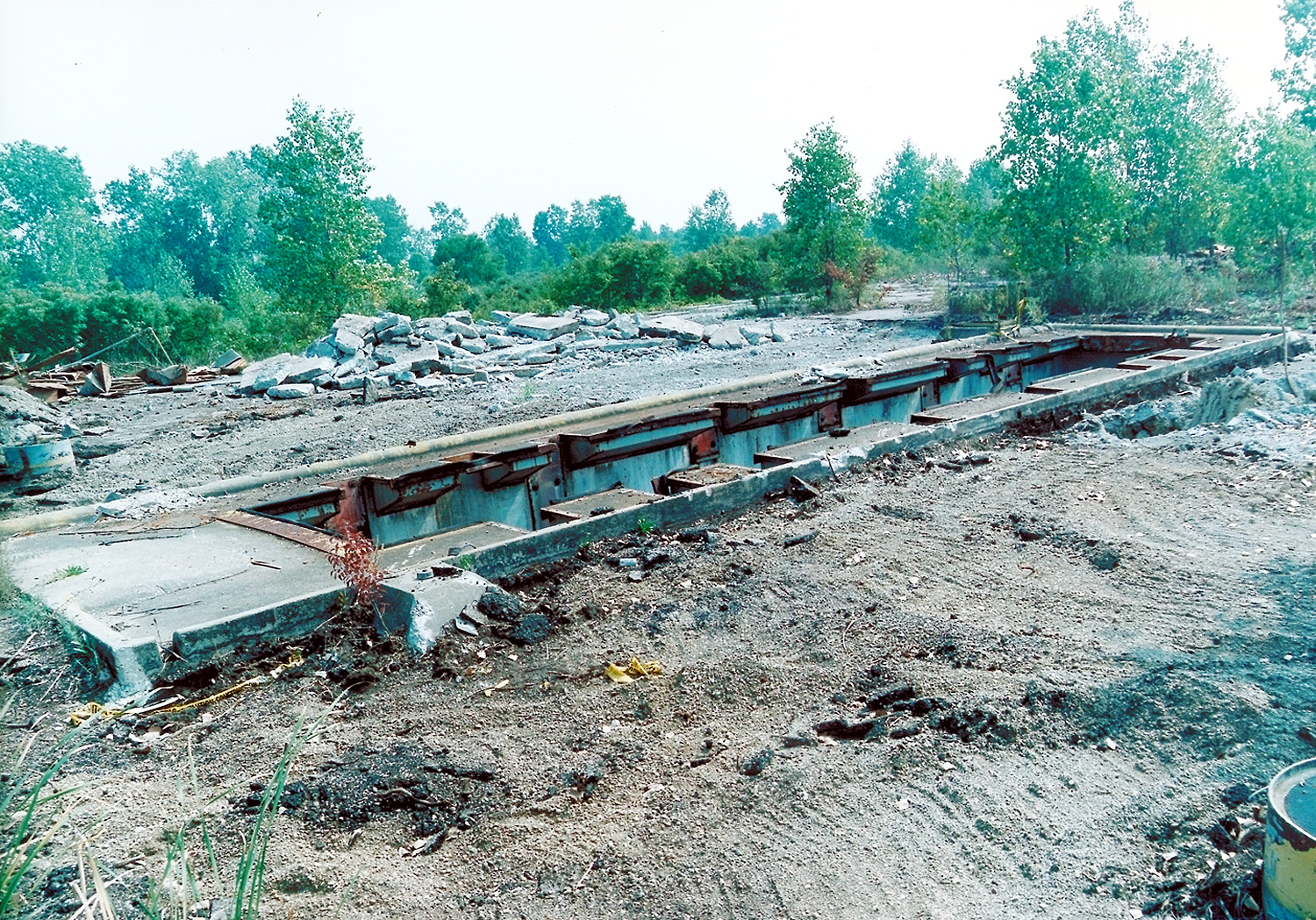
Những phần còn lại của căn cứ tên lửa Nike D-57/58 tại Newport, Michigan.

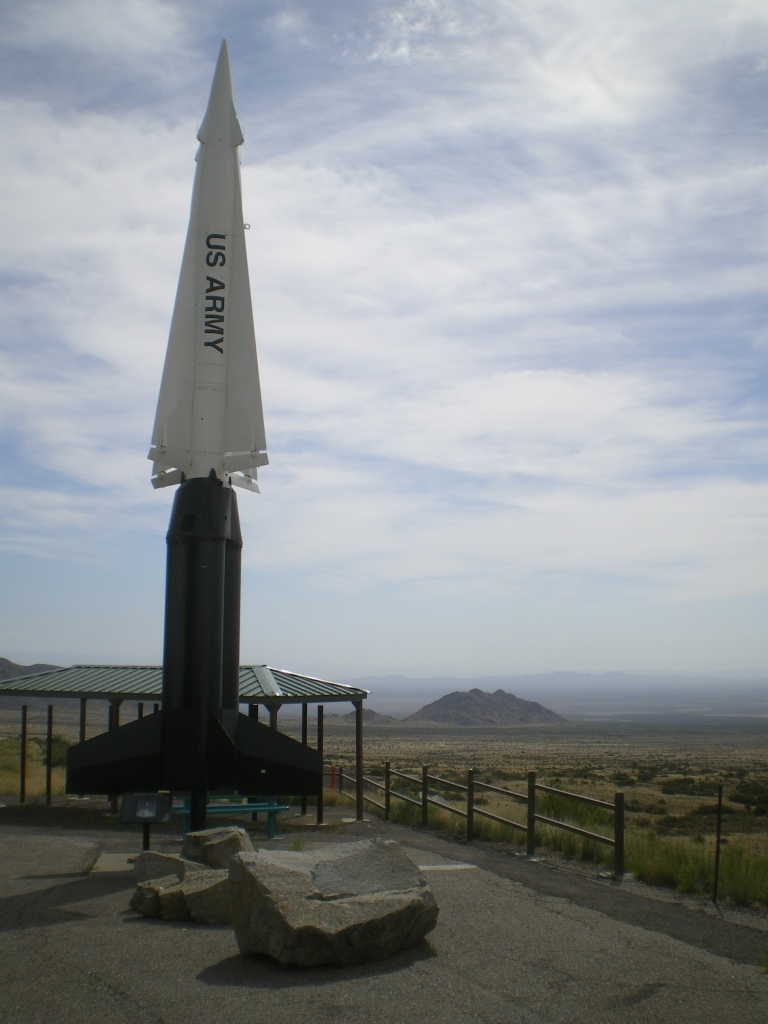
Tượng đài tên lửa Nike gần Đại lộ 70, lối vào của bãi thử nghiệm White Sand, New Mexico vào năm 2009.

Liên Xô vào thời điểm đó chú trọng phát triển tên lửa liên lục địa hơn là phát triển các phi đội ném bom tầm xa, đã làm giảm giá trị của hệ thống Hercules. Kể từ năm 1965, số lượng khẩu đội Hercules đã bị cắt giảm. Căn cứ Hercules tại Thule giảm tần suất hoạt động trong năm 1965, và tại các căn cứ phòng không SAC, giảm số lượng khẩu đội tên lửa xuống còn 112. Nguồn vốn duy trì hoạt động của Hercules cũng bị cắt giảm, làm giảm số lượng khẩu đội tên lửa hoạt động xuống con 87 vào năm 1968, và 82 vào năm 1969. Nike Hercules nằm trong thỏa thuận SALT I như là một hệ thống ABM.

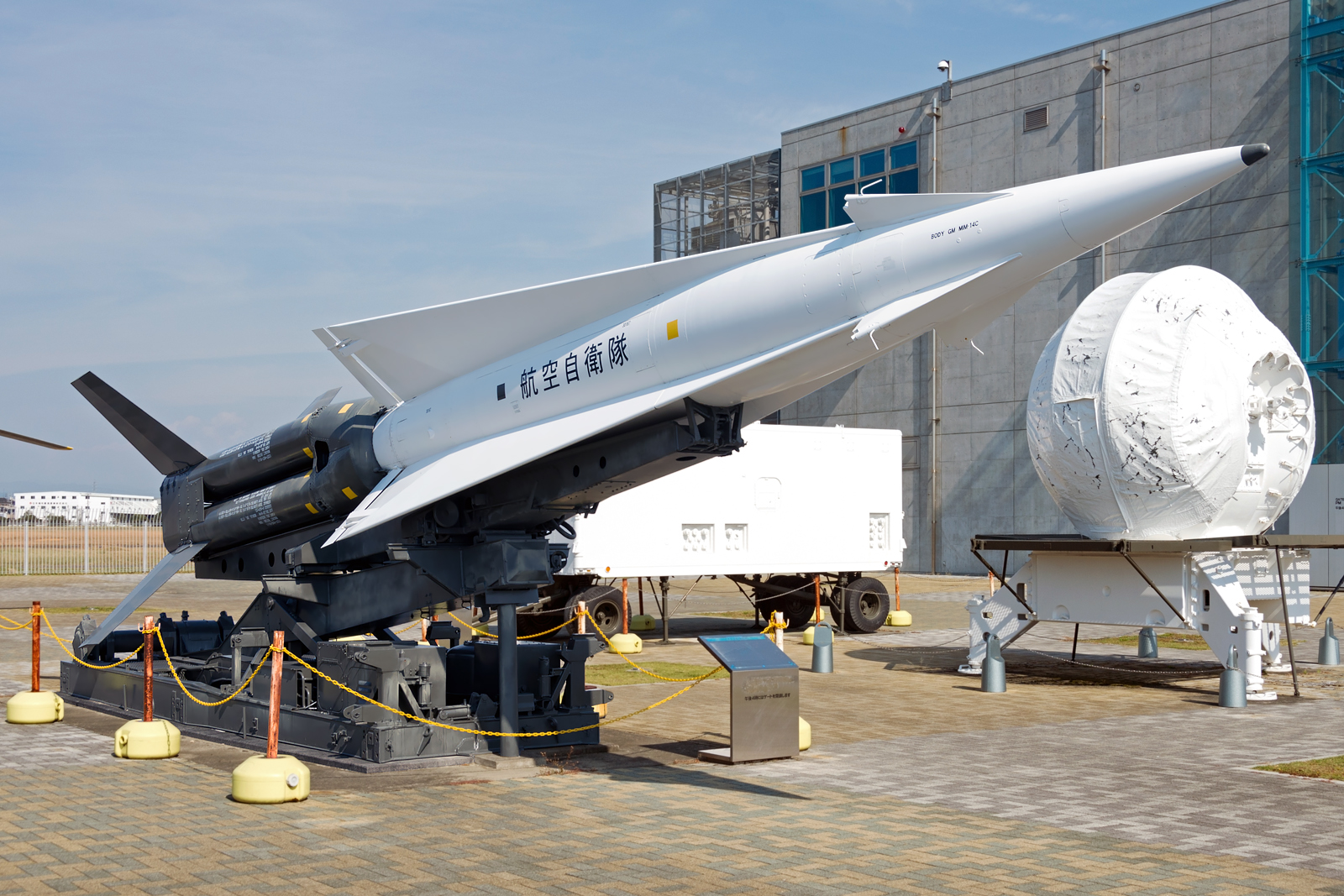
MIM-14C tại bảo tàng JASDF Hamamatsu.

Tất cả các khẩu đội tên lửa Hercules tại các Bang của Mỹ, trừ Florida và Alaska, được rút khỏi trang bị kể từ tháng 4 năm 1974. Những khẩu đội còn lại này được loại biên vào mùa xuân năm 1979. Việc dỡ bỏ các khẩu đội tên lửa tại Florida – khẩu đội tên lửa Alpha tại công viên quốc gia Everglades, khẩu đội Bravo tại Key Largo, khẩu đội Charlie tại Carol City và khẩu đội Delta tại đại lộ Krome thuộc vùng ngoại ô Miami-được bắt đầu từ tháng 6/1979, hoàn tất vào đầu mùa thu cùng năm. Tòa nhà vốn từng là nơi đặt trụ sở của khẩu đội Delta, về sau này đã trở thành khu giam giữ những người nhập cư bất hợp pháp. Tại Anchorage, Alaska, khu vực đặt tên lửa Nike đã được chuyển thành một khu trượt tuyết nằm trong công viên Kincaid, bãi phóng Summit (khẩu đội B) vẫn còn nằm trên sông Eagle, tòa nhà IFC và các tháp có thể nhìn thấy dễ dàng nếu lái xe hướng về Anchorage. Bãi phóng Bay (Khẩu đội C), nằm bên kia vịnh Cook, gần như đã bị phá hủy. Một đường băng lớn trong khu vực vẫn còn tồn tại, và thường được người địa phương sử dụng với mục đích luyện tập bay.
Hercules vẫn còn được triển khai tại châu Âu trong những năm 1980s. Hệ thống dẫn đường sử dụng linh kiện điện tử bóng chân không, cũng như radar điều khiển bắn, gặp vấn đề về phụ tùng thay thế do nguồn sản xuất những linh kiện trên giảm dần. Do lí do này, các căn cứ tên lửa Hercules tại Tây Âu (Fourth Allied Tactical Air Force và Second Allied Tactical Air Force (2 ATAF) đã trở thành căn cứ cố định và không còn khả năng cơ động tên lửa Hercules. Điều này phần lớn là do khả năng duy trì bảo đảm cho các tên lửa Hercules mang đầu đạn hạt nhân, hơn là do nó thiếu khả năng cơ động.
Lục quân Mỹ tiếp tục sử dụng Hercules làm vũ khí phòng không tại tuyến đầu ở châu Âu cho đến năm 1983, khi tên lửa Patriot được đưa vào trang bị. Các đơn vị NATO từ Tây Đức, Hà Lan, Đan Mạch, Bỉ, Na Uy, Hy Lạp và Thổ Nhĩ Kỳ tiếp tục sử dụng Hercules làm tên lửa đánh chặn tầm cao cho đến cuối những năm 1980s. Cùng với sự sụp đổ của các quốc gia Xã hội chủ nghĩa tại Đông Âu, những đơn vị tên lửa này đã được loại biên vào năm 1988. Tên lửa Hercules được bắn đi lần cuối cùng vào ngày 24/11/2006 tại trường bắn Sardinian, Capo San Lorenzo, Italia.
Đã có khoảng 25.000 tên lửa Nike Hercules được sản xuất. Đơn giá mỗi tên lửa thuộc phiên bản đầu tiên là 55.250 đô la Mỹ.

## Mô tả
Nike Hercules là tên lửa phòng không tầm cao-xa, dẫn đường bằng lệnh. Tên lửa thường được triển khai tại các căn cứ cố định với radar trung tâm và trung tâm điều khiển tách biệt với bệ phóng. Khẩu đội tên lửa Hercules thường được đặt tại cùng căn cứ với căn cứ tên lửa Nike Ajax, sử dụng chung các kho mặt đất và các tòa nhà bảo đảm. Đã có 145 khẩu đội tên lửa được triển khai trong thời kỳ chiến tranh Lạnh.

### Căn cứ phóng tên lửa
Mỗi khẩu đội tên lửa Nike bao gồm ba khu vực: khu vực trung tâm điều khiển-IFC, khu vực bệ phóng-LA và khu vực chung. Khu vực bệ phóng-LA bao gồm tối đa bốn khu vực phóng tên lửa, mỗi khu có kho chứa ngầm, thang máy để di chuyển tên lửa lên/từ bệ phóng, và bốn bệ phóng tên lửa. Một trong số đó nằm ngay bên trên thang máy, các địa điểm phóng còn lại, phải di chuyển tên lửa bằng cách đẩy bằng tay dọc theo ray phóng. Khu vực phóng cũng có xe điều khiển và giám sát hoạt động của khu vực phóng.
Trung tâm điều khiển-IFC bao gồm radar tìm kiếm, bắt bám và trung tâm điều khiển (vận hành, máy tính,...) và các nhiệm vụ liên quan cùng với trung tâm liên lạc đảm bảo vận hành chung. Trung tâm IFC cần đội vận hành gồm chín nhân viên vận hành và một sĩ quan chỉ huy (Battery Control Officer-BCO). Thành viên vận hành tại khu vực bệ phóng-LA cũng nằm dưới quyền chỉ huy của sĩ quan chỉ huy BCO, có nhiệm vụ chuẩn bị và lắp dựng tên lửa. Cả hai đội cũng đảm đương nhiệm vụ duy trì bảo đảm tại khu vực mình phụ trách.
Mỗi khẩu đội chỉ có thể phóng một tên lửa trong một thời điểm, do giới hạn về số lượng radar, máy tính và người vận hành. Một tiểu đoàn tên lửa sẽ bao gồm bốn khẩu đội Nike.

### Tên lửa
Khi được gắn thêm tầng khởi tốc, tên lửa Hercules dài 41 foot 6 inch (12,65 m), sải cánh 6 foot 2 inch (1,88 m) (tính về một phía). Tầng trên dài 24 foot 11 inch (7,59 m). Thân tên lửa có dạng viên đạn, cùng với bốn cánh delta lớn chạy gần như toàn bộ chiều dài của thân. Mỗi cánh kết thúc bằng một cánh điều khiển nhỏ được ngăn cách với cánh lớn một khoảng ngắn, để lại một khoảng hở. Các cánh delta nhỏ hơn nằm phía trước cánh chính, và kết hợp với cánh chính thành một cấu trúc tổng thể, tạo nên khả năng điều khiển xoay tên lửa với những cánh tà rất nhỏ gắn trên chốt xoay chếch 45 độ so với đường trục tên lửa. Những cánh nhỏ này cũng là nơi gắn các ăng ten của thiết bị thu phát tín hiệu điều khiển từ radar.
Tầng đẩy khởi tốc được tạo thành từ bốn động cơ khởi tốc M51E1 cũ của Nike Ajax, gắn với nhau trong một khung. Tầng đẩy khởi tốc được trang bị bốn cánh tản nhiệt lớn ở đuôi, phía sau ống xả tên lửa, sử dụng thiết diện kim cương thích hợp cho lực nâng siêu thanh.
Hercules có thể mang đầu đạn hạt nhân hoặc đầu đạn nổ cao thông thường (đầu đạn nổ mảnh T-45). Ban đầu, phiên bản tên lửa mang đầu đạn hạt nhân được trang bị đầu đạn hạt nhân W-7 Mod 2E, với đương lượng nổ 2,5 hoặc 28 kt. Bắt đầu từ năm 1961, các đầu đạn cũ hơn được thay thế bằng đầu đạn W-31 Mod 0, với đương lượng nổ 2 kt (Y1) hoặc 30 kt (Y2).(tr52) Phiên bản cuối cùng mang đầu đạn W31 Mod 2, với đương lượng nổ 2 hoặc 20 kt.(tr45)
Có tổng cộng 25.000 tên lửa Nike Hercules được sản xuất. Ba phiên bản tên lửa được sản xuất gồm MIM-14A, B và C.

### Phát hiện và bắt bám

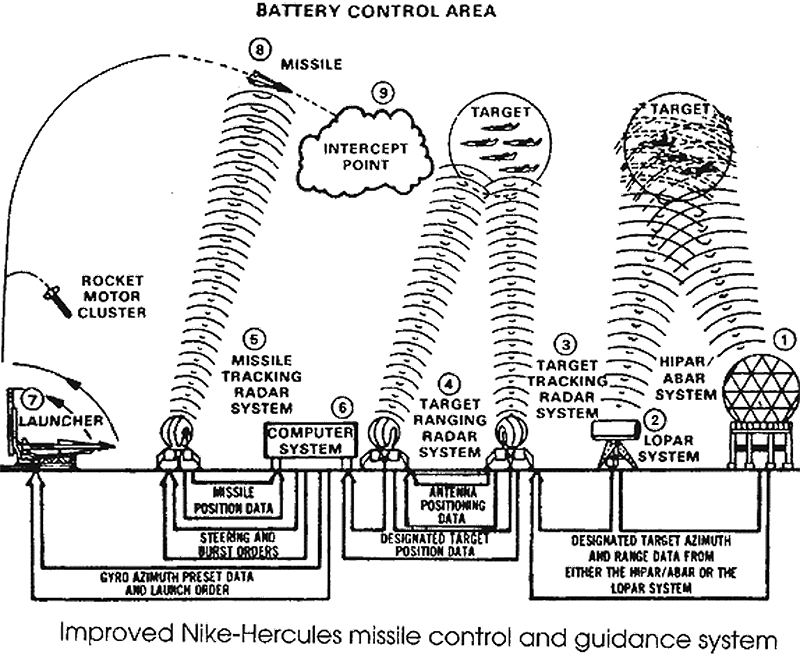
Sơ đồ hoạt động của Nike Hercules trong chế độ đối không.

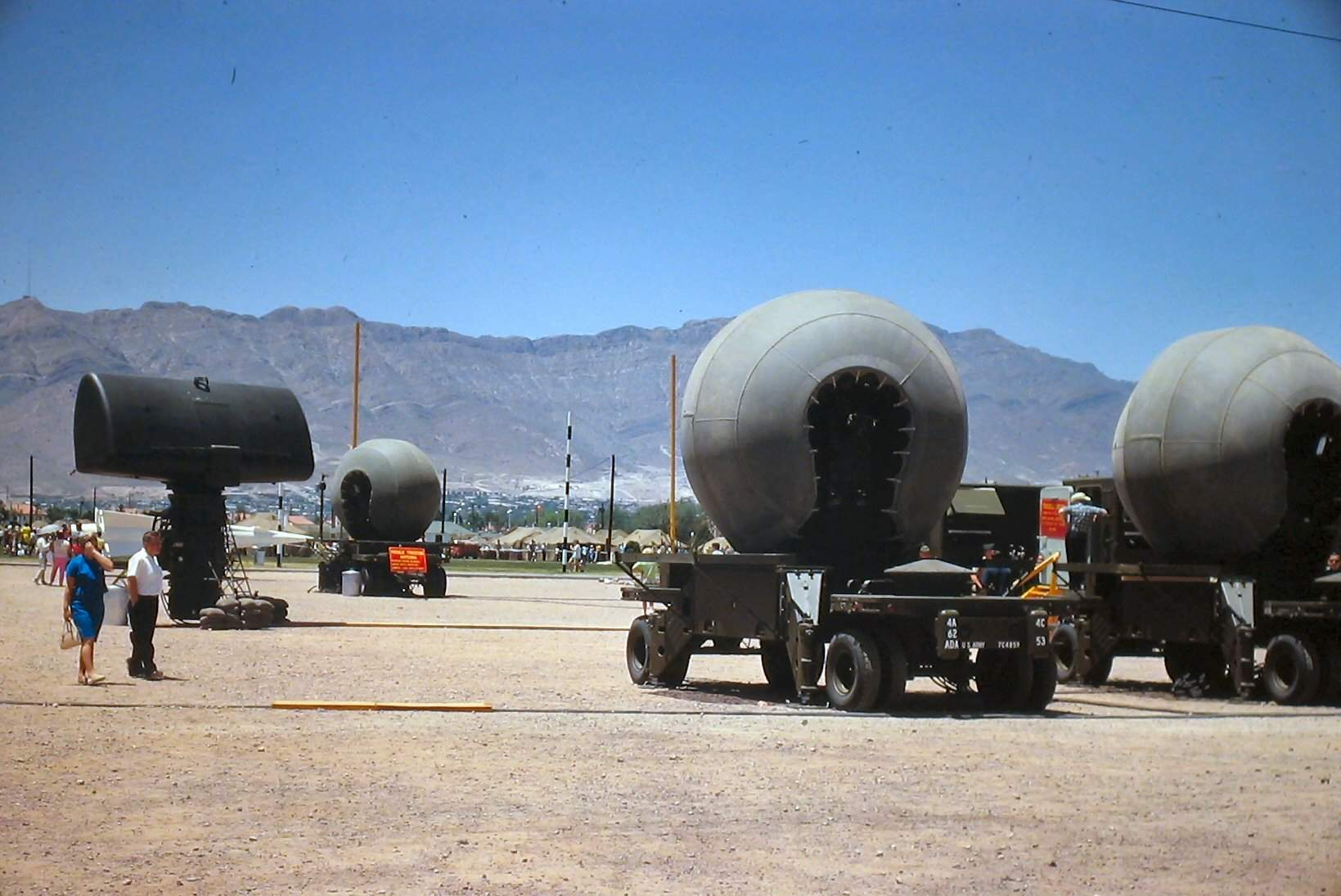
Radar IFC. Bên trái: radar thu (LOPAR), ba ăng ten cầu là radar bắt bám mục tiêu. Ngay phía sau hai radar bắt bám là hai xe tải chở theo máy tính và thiết bị theo dõi và bảng điều khiển (tổ điều khiển gồm 9 người).

Quá trình đánh chặn bằng hệ thống tên lửa Hercules thường bắt đầu bằng việc phát hiện và nhận dạng mục tiêu bằng radar HIPAR, nếu như nó đang hoạt động. Nếu không, thì radar LOPAR sẽ đảm nhận vai trò này. Nhằm đơn giản hóa việc nâng cấp bãi phóng tên lửa Ajax, HIPAR không thay thế radar ACQ cũ từ hệ thống Ajax, mà radar này vẫn được giữ lại, và trở thành radar LOPAR. HIPAR sử dụng màn hiển thị riêng và nhân viên vận hành riêng, và các thông tin về mục tiêu được chuyển cho nhân viên vận hành radar LOPAR, từ đó những nhân viên này sẽ chọn ra những mục tiêu tương tự trên màn hiển thị LOPAR.
Một khi mục tiêu đã được phát hiện bằng radar LOPAR, mục tiêu sẽ được nhận dạng bằng hệ thống phân biệt bạn/thù. LOPAR cung cấp thông tin về cự ly, phương vị và độ cao của mục tiêu cho nhân viên vận hành radar bắt bám mục tiêu-Target Tracking Radar (TTR), từ đó họ sẽ xoay thủ công radar TTR về phía mục tiêu. Khi đã khóa mục tiêu thành công, việc bắt bám sẽ diễn ra hoàn toàn tự động.
Điểm khác biệt của hệ thống Hercules là radar đo cự ly mục tiêu-Target Ranging Radar (TRR). Radar này ra đời nhằm giải quyết vấn đề bị nhiễu dẫn đến radar TTR không thể xác định chính xác cự ly của mục tiêu. Thực tế rất dễ để làm nhiễu thông tin cự ly trên radar monopulse như radar TTR bằng cách gửi lại những tín hiệu trả về lỗi. Radar vẫn có thể tiếp tục định vị độ cao hoặc phương vị của mục tiêu vì tín hiệu truyền về từ cùng một vị trí, tuy nhiên, máy thu sẽ không thể xác định tín hiệu radar nào là từ radar phát, tín hiệu nào là từ máy gây nhiễu ECM trên máy bay địch. Từ đó có thể xác định thời gian phản hồi của xung radar. Radar TRR khắc chế lại nhiễu này bằng cách thay đổi giữa hai tần số rất khác nhau. Tín hiệu do đó rất khó bị gây nhiễu bởi vì nguồn phát nhiễu sẽ phải phát sóng trên một tập hợp dải rộng tần số khác nhau để đảm bảo tín hiệu nhiễu mà chúng phát ra đúng với tần số của máy thu. Trong khi đó, TTR sẽ tiếp tục cung cấp thông tin về vị trí của mục tiêu, trong cả trường hợp nó bị gây nhiễu (khó nhưng vẫn khả thi), được cải tiến để có khả năng nhằm vào nguồn phát nhiễu, sử dụng chính bức xạ radar của hệ thống ECM từ đó xác định vị trí nguồn. Những trắc thủ giỏi cũng có thể bắt bám ở chế độ thủ công.

### Dẫn hướng
Ngay khi TTR khóa được mục tiêu,một máy tính tương tự (sau này là máy kỹ thuật số) tiếp tục tính toán điểm đánh chặn và thời gian bay dự kiến của tên lửa dựa theo thông tìn tử TTR và các tính năng cơ bản của tên lửa. Những thông tin này được hiển thị trên bảng tiêu đồ.
Trước khi phóng tên lửa, radar theo dõi tên lửa-Missile Tracking Radar (MTR) khóa vào bộ phát đáp trên tên lửa. Giống như tên lửa Ajax, Hercules trang bị bộ phát đáp trong tên lửa. Sau khi phóng một khoảng thời gian ngắn, các thông tin về vị trí như góc phương vị, độ cao và cự ly của tên lửa sẽ được hiển thị trên bảng tiêu đồ. Lệnh phóng được đưa ra bằng tay bởi Sĩ quan chỉ huy khẩu đội tên lửa dựa trên quy tắc giao chiến. Để chắc chắn MTR có thể nhìn thấy và bám theo tên lửa trong suốt quãng đầu tên lửa được phóng đi, trung tâm chỉ huy-IFC được đặt cách bệ phóng tên lửa khoảng 1 dặm (1,6 km). Trong trường hợp của tên lửa Hercules, tất cả các radar của hệ thống đều được gắn cố định trên bệ đỡ cao bằng bê tông nhằm tăng tầm nhìn của radar.
Các thông tin từ radar MTR và radar TTR sẽ tiếp tục được cấp cho máy tính, để cập nhật điểm đánh chặn dựa trên trạng thái thực tế của tên lửa và mục tiêu như vị trí, tốc độ, hoặc hướng. Lệnh điều khiển sẽ được gửi cho tên lửa nhờ điều biến tín hiệu truyền đi từ MTR. Khi tên lửa đã gần tới điểm đánh chặn, MTR sẽ truyền lệnh kích nổ đầu đạn tên lửa.

### Chu trình phóng tên lửa
Tên lửa Hercules thường được lưu trữ trong tình trạng "an toàn", sử dụng nhiều khóa khác nhau và đai kéo an toàn. Khi ở trạng thái báo động, khu vực phóng tên lửa sẽ chuyển sang "báo động xanh", lúc này thành viên vận hành tại bãi phóng tên lửa sẽ đưa tên lửa về trạng thái chiến đấu, sau đó sẽ về vị trí an toàn. Khi các tên lửa đã sẵn sàng phóng, một bảng đèn trong xe điều khiển phóng tên lửa sẽ sáng với một loạt đèn màu hổ phách cho từng khu vực bệ phóng và đèn xanh cho mỗi tên lửa. Với trung tâm chỉ huy-IFC, tên lửa được chọn sẽ được hiển thị bằng đèn xanh.
Khi khẩu đội tên lửa nhận lệnh đánh chặn, đèn báo động sẽ được chuyển từ xanh sang đỏ. Khi radar TTR và radar MTR đã khóa mục tiêu, máy tính đưa ra giải pháp phóng tên lửa và tên lửa báo sẵn sàng, thì đèn báo ở bãi phóng sẽ chuyển từ màu hổ phách sang màu xanh, chỉ báo có thể phóng tên lửa. Tại thời điểm này, thông tin về mục tiêu và điểm đánh chặn dự kiến sẽ được hiển thị trên bảng tiêu đồ và sĩ quan chỉ huy sẽ chọn thời điểm thích hợp để phóng tên lửa.
Toàn bộ chu trình phóng tên lửa từ lúc đưa ra quyết định phóng đến lúc phóng tên lửa mất khoảng 36 giây. Trong đó có 30 giây dành cho việc bắt bám mục tiêu, 4 giây cho việc máy tính tính toán giải pháp bắn, và 2 giây kể từ khi sĩ quan chỉ huy ra lệnh phóng tới lúc tên lửa phóng đi. Có 5 giây cho phép phóng tên lửa, nếu như nó không được thực hiện thì sẽ được đánh dấu "từ chối" và tên lửa khác sẽ được chuẩn bị. Tên lửa mới có thể được phóng đi sau 11 giây kể từ khi tên lửa trước đó đã được kích nổ hoặc bị từ chối. Dựa trên thời gian bay của tên lửa, điều này đã giới hạn khẩu đội tên lửa chỉ có thể phóng được một tên lửa sau vài phút.

### Chế độ đối đất
Hercules cũng có khả năng tấn công mặt đất, sau khi được nạp tọa độ mục tiêu, trong khoảng năm phút. Đối với nhiệm vụ đánh đất, máy tính sẽ sử dụng radar MTR để dẫn đường cho tên lửa đến điểm ngay bên trên mục tiêu, sau đó gửi lệnh lái tên lửa bay theo phương thẳng xuống dưới đồng thời đo lường các thay đổi trong quỹ đạo khi nó rơi xuống. Tên lửa cuối cùng sẽ vượt ra khỏi tầm nhìn của MTR, vì vậy thông tin cuối cùng về tên lửa được cung cấp trong quá trình bổ nhào và đầu đạn sẽ được kích hoạt bởi một ngòi nổ khí áp.

## Các vụ tai nạn
- Một vụ tai nạn khi phóng tên lửa Nike-H diễn ra vào ngày 14/4/1955 tại bệ phóng W-25, Fort George G. Meade cũng là nơi đặt trục sở của National Security Agency.[39]
- Vào tháng 6 hoặc tháng 7 năm 1959, một vụ tai nạn tương tự đã xảy ra tại căn cứ không quân Naha, Okinawa, liên quan đến một tên lửa phòng không Hercules mà theo một số nhân chứng, nó có mang đầu đạn hạt nhân, và vô tình bị phóng đi từ khẩu đội Nike site 8.[40] Tên lửa đang được tiến hành kiểm tra mạch điện, thì xảy ra sự cố đoản mạch trong một dây cáp nằm trong vũng nước mưa và khiến cho động cơ tên lửa bị kích hoạt mặc dù bệ phóng vẫn đang đặt nằm ngang.[40] Tên lửa Nike rời bệ phóng và đâm xuyên qua hàng rào và lao xuống bãi biển, đầu đạn bay qua mặt nước "như một viên đá".[40] Vụ tai nạn đã giết chết hai kỹ thuật viên và làm bị thương một người.[40]
- Inchon, Korea.[41] Báo cáo trên tờ The Washington Post ngày 5/11/1998,[40] tên lửa đã vô tình được phóng từ căn cứ Nike gần đỉnh núi Bongnaesan, phát nổ bên trên khu vực ngoài khơi Songdo, để lại nhiều mảnh vỡ tại hiện trường cùng với việc phá hủy các xe ô tô đang đậu trong khu vực cùng với phá tan nhiều ô cửa sổ.[41]

## Các nước vận hành tên lửa Nike Hercules

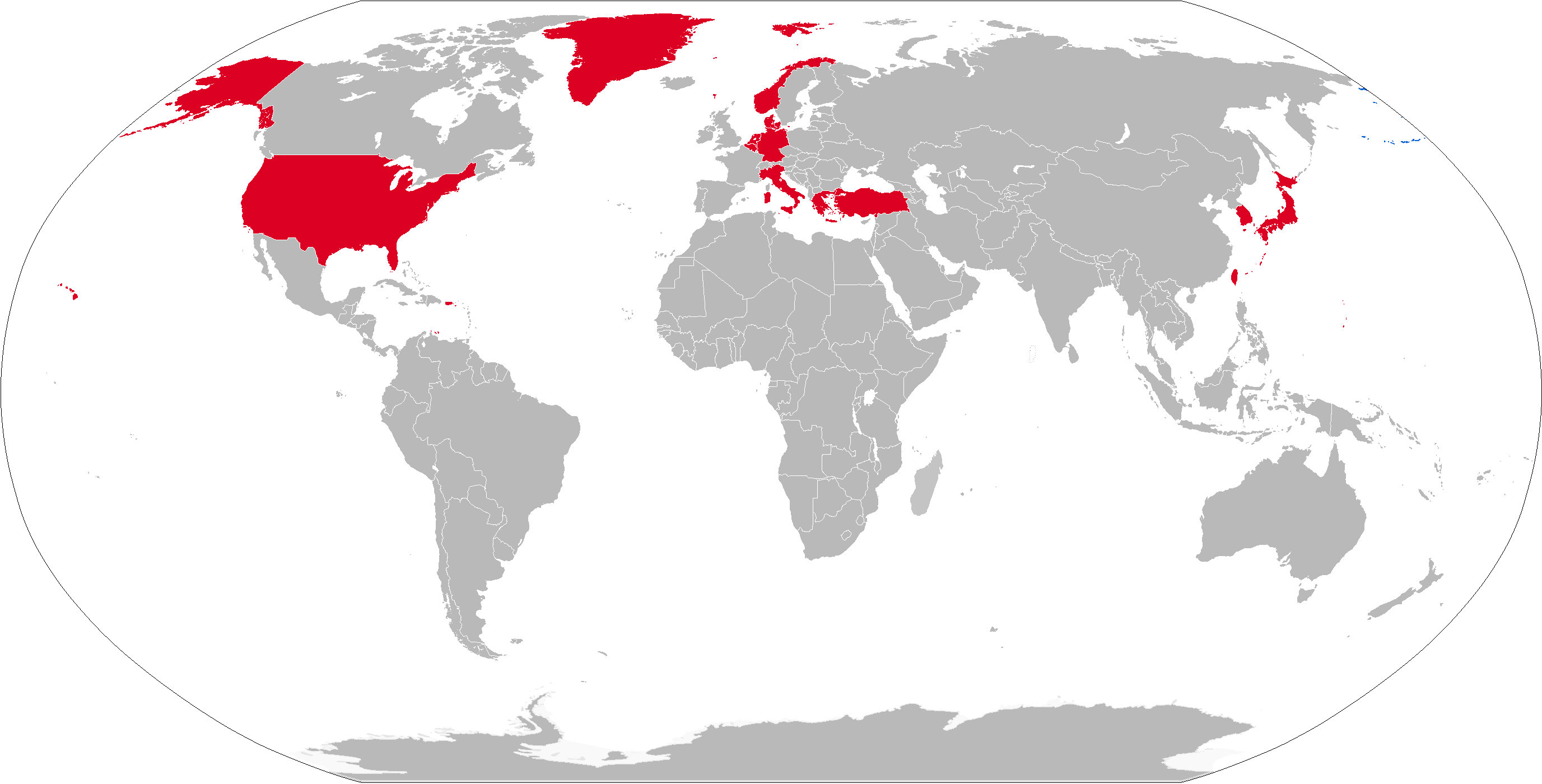
Map with former MIM-14 operators in red

### Former operators
Bỉ
 Đan Mạch
 Đức
 Hy Lạp
 Italy
 Nhật Bản
 Hàn Quốc
 Hà Lan
 Na Uy
 Spain
 Taiwan
 Thổ Nhĩ Kỳ
 Hoa Kỳ

## Thư viện ảnh

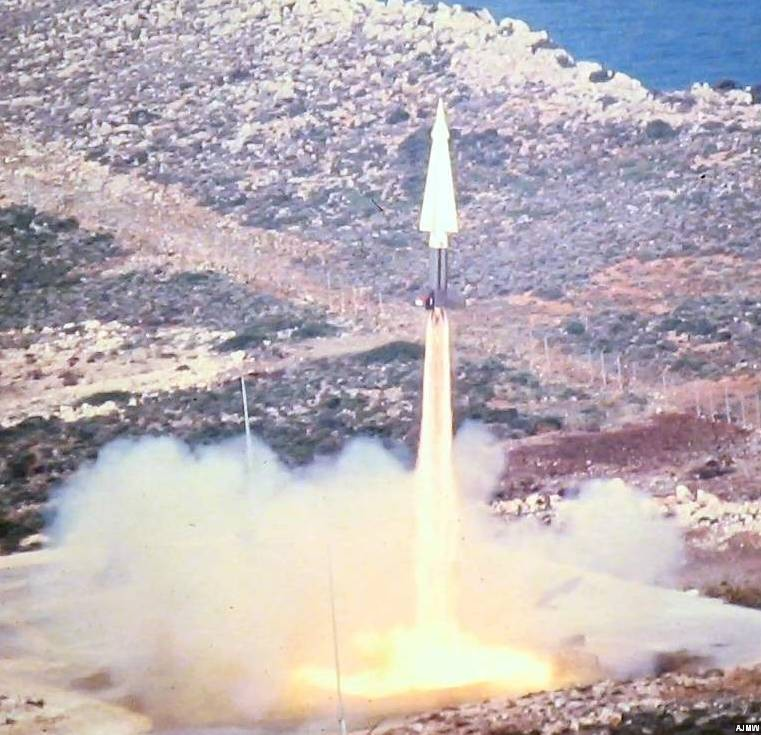
Nike Hercules phóng từ trường bắn tên lửa của NATO tại Hy Lạp
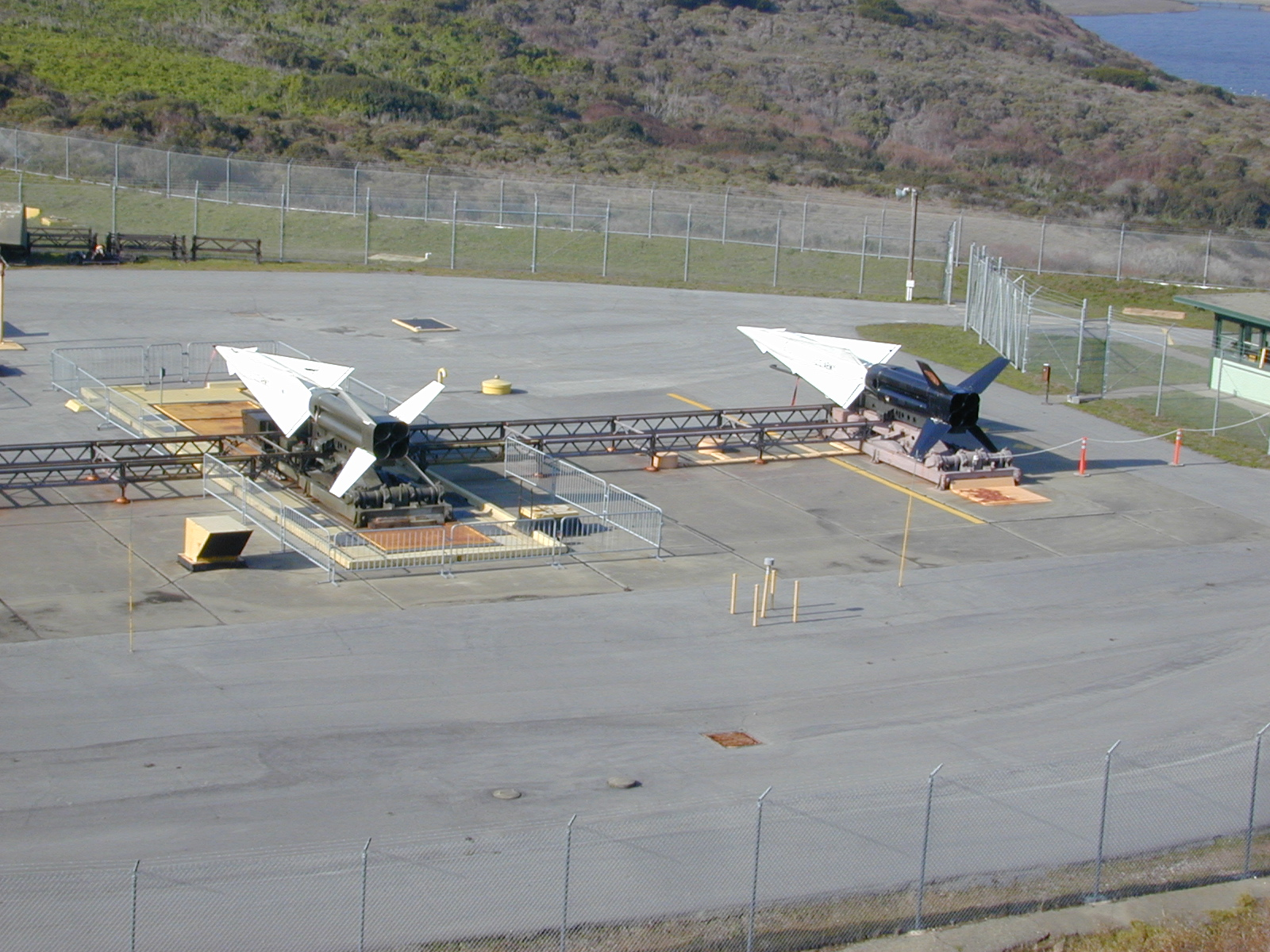
Hai tên lửa Hercules trên ray vận chuyển
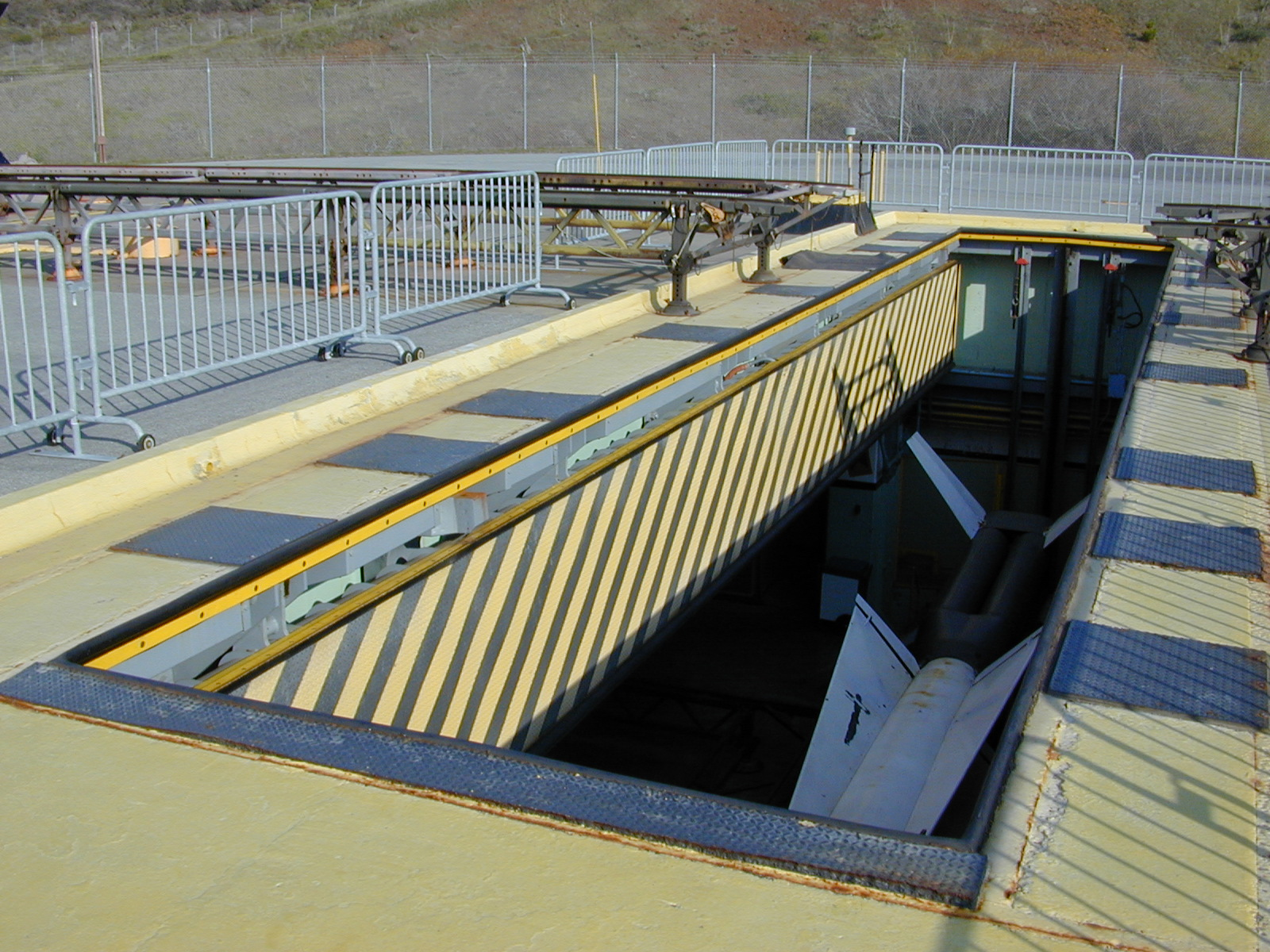
Thang máy nâng tên lửa
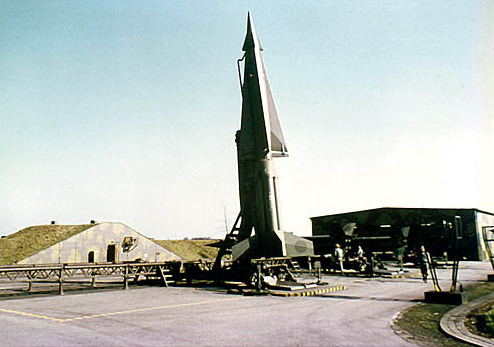
Bãi phóng Dutch Nike tại Tây Đức
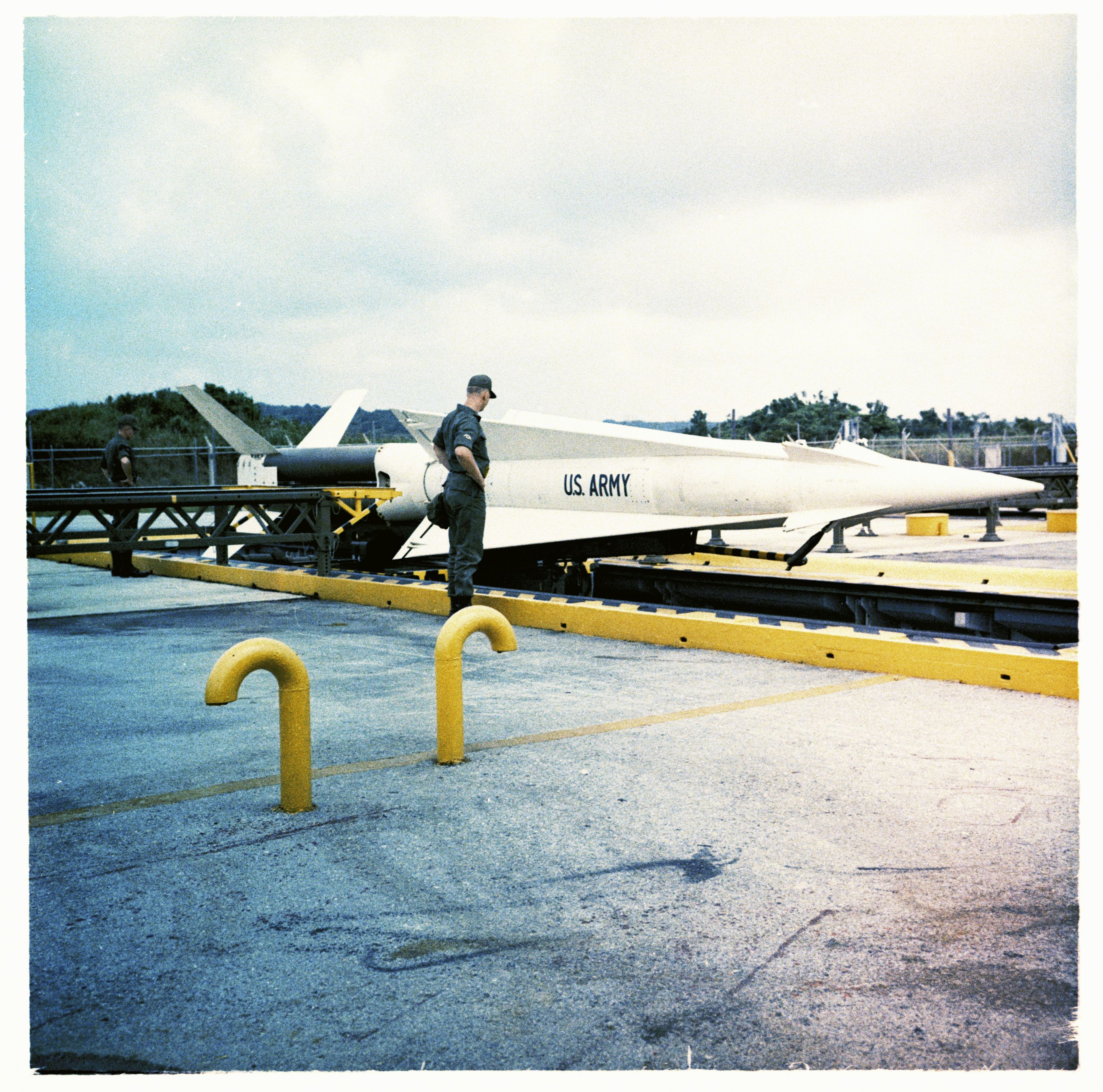
Tên lửa MIM-14 Nike-H tại Okinawa, tháng 6 năm 1967
Bảng điều khiểnBảng điều khiển
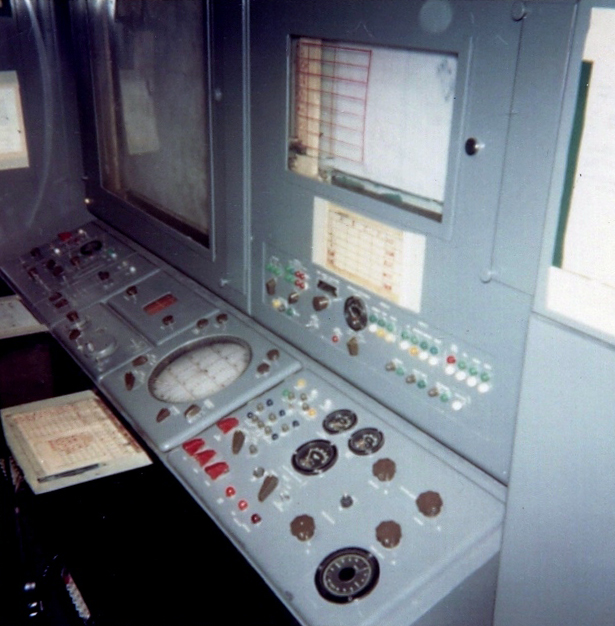
Vị trí của sĩ quan chỉ huy khẩu đội tên lửa với bảng vận hành radar thu tín hiệu bên tay trái và bảng vận hành máy tính bên tay phải.
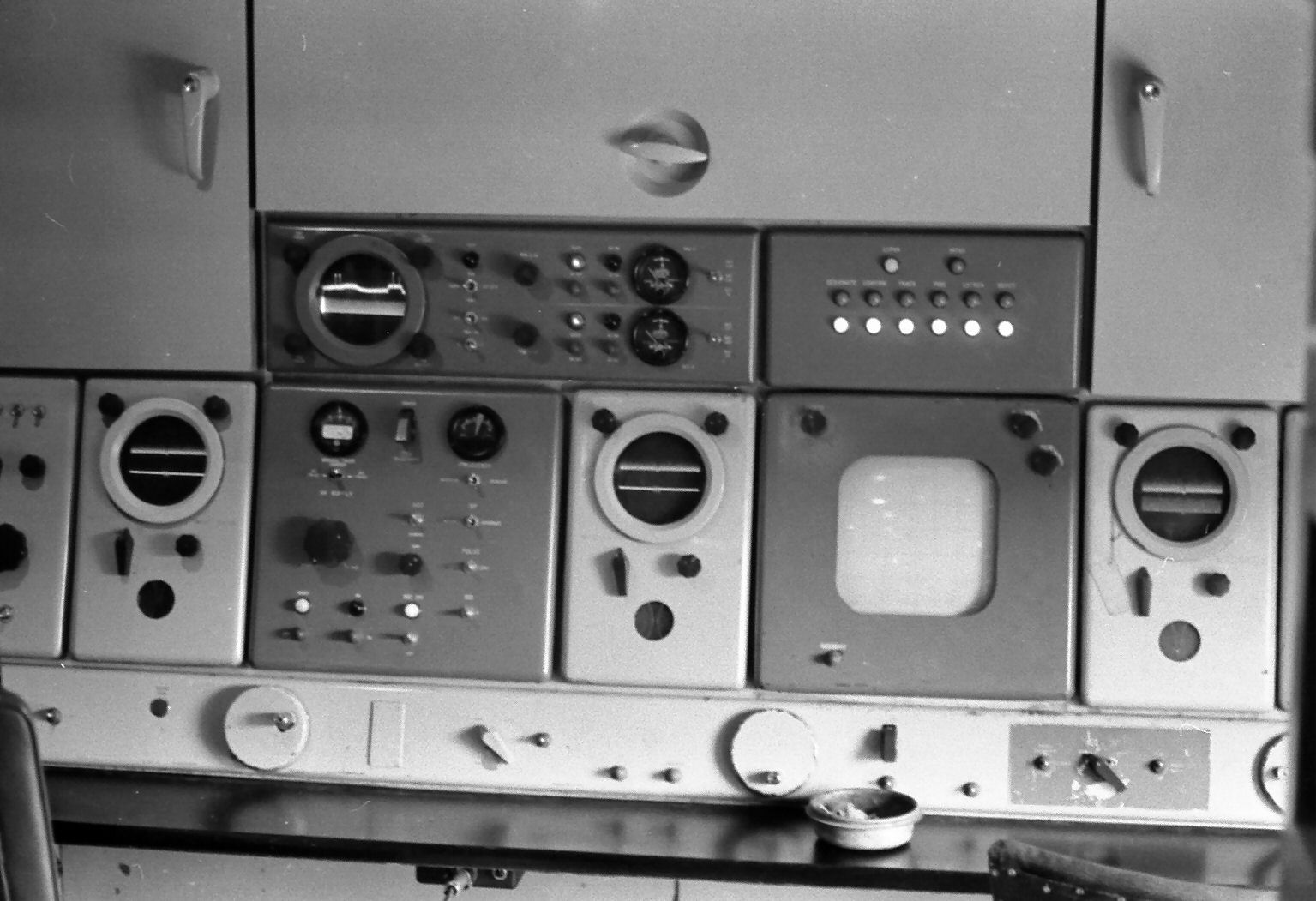
Bảng vận hành radar TTR và TRR. Radar TTR được vận hành bởi ba người phụ trách cự ly, độ cao và phương vị. Radar TRR được vận hành bởi trưởng xe.
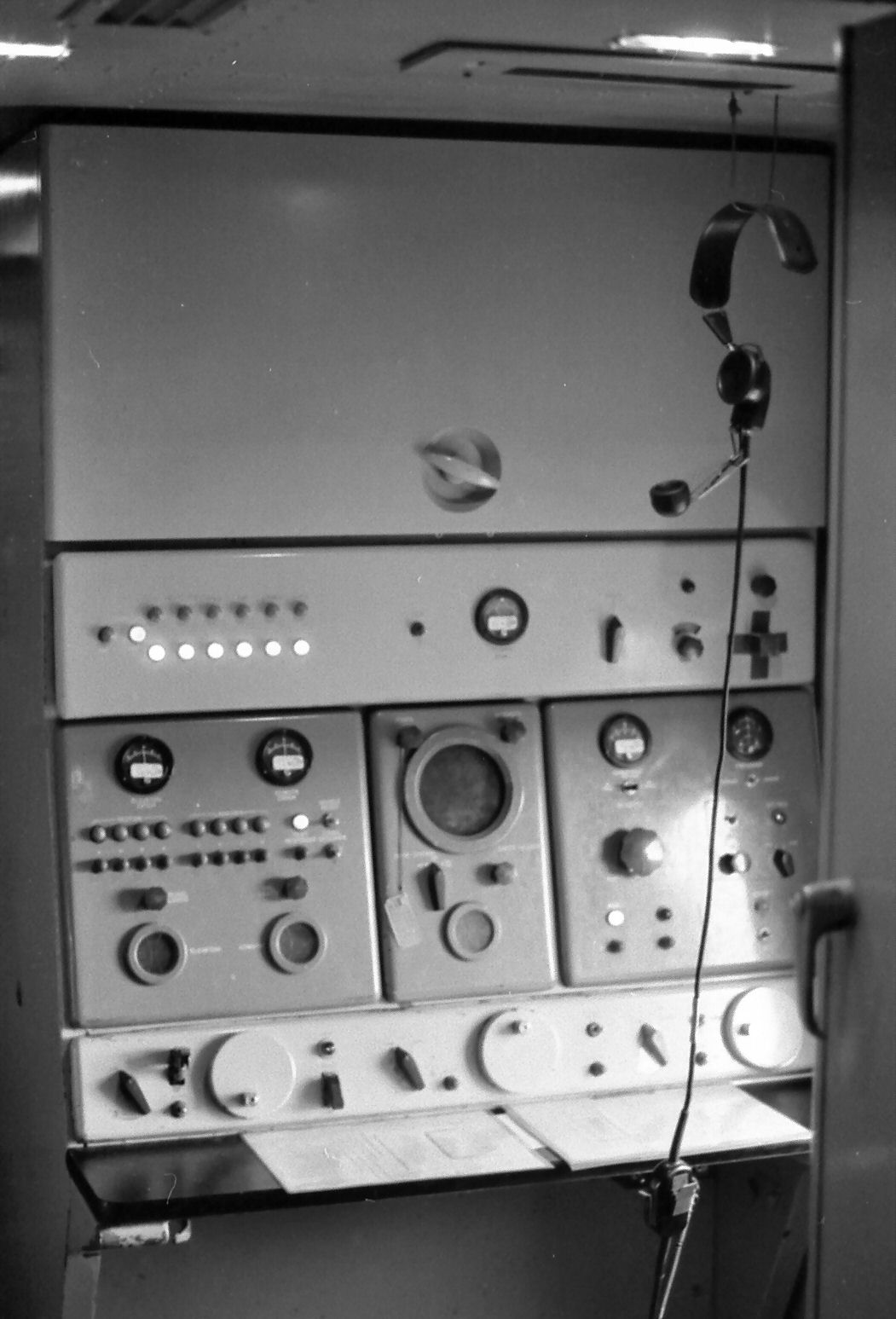
Bảng điều khiển radar MTR. MTR được vận hành bởi một người.
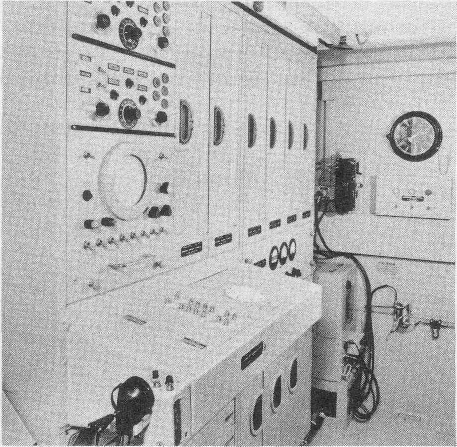
Máy mã hóa/giải mã AN/MSQ-18

### Trích dẫn
1. 1 2  Army Missiles Handbook. United States Army Center of Military History. ngày 1 tháng 1 năm 1960.
2. 1 2 3  Cochran, Thomas B.; Arkin, William M.; Hoenig, Milton M. (ngày 1 tháng 1 năm 1984). Nuclear Weapons Databook: Volume I - U.S. Nuclear Forces and Capabilities. I . Ballinger Publishing Company. ISBN 978-0884101734. OCLC 1065028322. OL 8192870M.
3. ↑  HERCULES MIM-14, MIM-14A, MIM-14B. The Nike Historical Society.
4. ↑  Raichle, Bob (2012). “Alaska's Cold War Nuclear Shield”. Nike Historical Society.
5. 1 2 3  Zeus 1962, tr. 165.
6. 1 2 3  Walker, James; Bernstein, Lewis; Lang, Sharon (ngày 19 tháng 1 năm 2005). Seize the High Ground: The U. S. Army in Space and Missile Defense (bằng tiếng Anh). United States Army Center of Military History. ASIN B00UTQOB3C. ISBN 978-1508421665. LCCN 2005364289. OCLC 57711369. OL 7380755M. Truy cập ngày 16 tháng 2 năm 2021 – qua Internet Archive.
7. ↑  Leonard 2011, tr. 3-4, 18.
8. ↑  “Thunderbird”. Flight International: 295–299, 302–303. ngày 25 tháng 9 năm 1959. ISSN 0015-3710. Truy cập ngày 18 tháng 5 năm 2013.
9. 1 2 3 4 5 6 7 8 9 10 11 12 13 14  Lonnquest, John C.; Winkler, David F. (ngày 1 tháng 11 năm 1996). To Defend and Deter: The Legacy of the United States Cold War Missile Program. USA-CERL Special Report (bằng tiếng Anh). Defense Technical Information Center. ISBN 978-0976149453. LCCN 96036508. OCLC 889997003. OL 31971243M. Lưu trữ bản gốc ngày 18 tháng 2 năm 2021. Truy cập ngày 18 tháng 2 năm 2021.
10. ↑  "Complete List of All U.S. Nuclear Weapons", Nuclear Weapon Archive, ngày 14 tháng 10 năm 2006
11. 1 2  “Will NIKE Protect Us from Red Bombers?”. Popular Science (bằng tiếng Anh). 169 (3): 152–155. ngày 1 tháng 9 năm 1956. ISSN 0161-7370. OCLC 488612811. Truy cập ngày 18 tháng 2 năm 2021 – qua Google Books.
12. ↑  Cagle 1973, tr. 67.
13. ↑  Cagle 1973, tr. 67–78.
14. ↑  "Nike Ajax (SAM-A-7) (MIM-3, 3A)", Federation of American Scientists, ngày 29 tháng 6 năm 1999
15. 1 2  “NIKE HERCULES SYSTEMS CAPABILITIES”. nikemissile.org.
16. ↑  Aviation Week, ngày 6 tháng 4 năm 1953, p. 15.
17. ↑  “Air Force Calls Army Unfit to Guard Nation”. The New York Times. ngày 21 tháng 5 năm 1956. tr. 1.
18. 1 2  Larsen, Douglas (ngày 1 tháng 8 năm 1957). “New Battle Looms Over Army's Newest Missile”. Sarasota Journal. tr. 35. Truy cập ngày 18 tháng 5 năm 2013.
19. ↑  “Nickerson Accuses Wilson Of 'Grave Errors' On Missiles”. The News and Courier. ngày 28 tháng 6 năm 1957. tr. B-14. Truy cập ngày 18 tháng 5 năm 2013.[liên kết hỏng]
20. ↑  “Army Weights Court-Martial Over Missiles”. St. Petersburg Times. ngày 25 tháng 2 năm 1957. tr. 1. Truy cập ngày 18 tháng 5 năm 2013.
21. ↑  The New York Times ngày 23 tháng 12 năm 1959, p. 50; Irving Heymont, "The NATO Nuclear Bilateral Forces" Orbis 94:4 Winter 1966, pp. 1025–1041; George S. Harris, The Troubled Alliance: Turkish-American Problems in Historical Perspective 1945–1971 (Washington: American Enterprise Institute for Public Policy Research, 1972), p. 153.
22. ↑  Cagle 1973, tr. 186.
23. ↑  The New York Times ngày 9 tháng 4 năm 1959, p. 7 and ngày 23 tháng 12 năm 1959, p. 50.
24. ↑  Cagle 1973, tr. 163–164.
25. 1 2 3  Cagle 1973, tr. 167.
26. ↑  Cagle 1973, tr. 169–171.
27. ↑  Cagle 1973, tr. 171.
28. ↑  "Naval Forces' Capability for Theater Missile Defense", National Academies Press, 2001
29. 1 2 3 4  Cagle 1973, tr. 190–196.
30. ↑  "Nike-Hercules Anti-Aircraft Missile Launched"[liên kết hỏng], Charleston News and Courier, ngày 2 tháng 10 năm 1961, p. 3A.
31. ↑  "Missile Fired from Mobile Transport", Daytona Beach Morning Journal, ngày 2 tháng 10 năm 1961, p. 1.
32. ↑  Cagle 1973, tr. 196.
33. ↑  "The Nike Hercules of the Italian Air Force Museum"[liên kết hỏng], The Aviationist, Retrieved: 2012-11-26.
34. 1 2 3  Carlson & Lyon 1996.
35. 1 2 3 4 5 6 7 8  Carlson & Lyon 1996, Nike Operations.
36. ↑  "Overall View" Lưu trữ ngày 8 tháng 1 năm 2014 tại Wayback Machine, TM-9-1410-250-12/1, US Army
37. ↑  Mike Cantrell, "Nike Hercules Booster Motor Assembly Markings and Paint Schemes" Lưu trữ ngày 8 tháng 1 năm 2014 tại Wayback Machine
38. ↑  “SF-88 NIKE MISSILE ASSEMBLY and SERVICE AREAS” (PDF). Ed Thelen's Nike Missile Web Site.
39. ↑  “Nike History, The One That Got Away”. Truy cập ngày 6 tháng 12 năm 2012.
40. 1 2 3 4 5  “Nike History, Eyewitness accounts of Timothy Ryan, Carl Durling, and Charles Rudicil”. Truy cập ngày 11 tháng 11 năm 2012.
41. 1 2  “Incheon Bridge at Night”. Bản gốc lưu trữ ngày 31 tháng 8 năm 2012. Truy cập ngày 5 tháng 12 năm 2012.